# Maria Xaràpova
Maria Iúrievna Xaràpova (rus: Мари́я Ю́рьевна Шара́пова  escolteu (?·pàg.)), és una tennista professional russa, nascuda el 19 d'abril de 1987. Al llarg de la seva carrera ha guanyat 36 títols individuals de la WTA, incloent-hi cinc Grand Slam, el Wimbledon l'any 2004, l'Open dels Estats Units l'any 2006, l'Open d'Austràlia l'any 2008, i dues vegades el Roland Garros (2012 i 2014). Ha estat la primera tennista russa a guanyar tres torneigs Grand Slam i posteriorment la desena tennista de la història a completar el Grand Slam durant la carrera. Poc després disputaria la final individual dels Jocs Olímpics de Londres 2012 però no aconseguiria superar l'estatunidenca Serena Williams. Casualment, ambdues tennistes optaven a completar el Golden Slam.
L'Associació de Tennis Femení (WTA) ha classificat Xaràpova com a número 1 del tennis femení individual en cinc ocasions. La primera vegada que va ser número 1 va ser el 22 d'agost de 2005 amb només 18 anys. Entre la quarta i la cinquena vegada van passar quatre anys exactes.
Amb només 17 anys i dos mesos va guanyar el Torneig de Wimbledon i va convertir-se en la segona tennista més jove a guanyar el torneig en l'era Open (després de Martina Hingis) i la primera russa a guanyar-lo. El 2006, va aconseguir la seva segona victòria en un Grand Slam, en guanyar l'Open dels Estats Units. Després va participar en dues finals de l'Open d'Austràlia, la primera l'any 2007, que va perdre davant de Serena Williams, i la segona l'any 2008, que va guanyar enfrontant-se a Ana Ivanović sense cedir cap set en tot el torneig. L'any 2007 va patir una lesió crònica a l'espatlla dreta i, l'octubre de 2007, va caure en el rànquing de la WTA i va deixar d'estar entre les cinc millors tennistes per primer cop des que hi havia entrat tres anys enrere. El 2008 va recuperar el número del rànquing, però al maig de 2008, la lesió d'espatlla va tornar a aparèixer i finalment va ser operada al mes d'octubre, però això la va obligar a apartar-se de les pistes de tennis durant deu mesos. El seu retorn es va produir al maig de 2009, en la posició 126 del rànquing WTA i en acabar la temporada ja havia aconseguit situar-se en la posició 14. Totalment recuperada de la lesió, el 2012 va disputar la final de l'Open d'Austràlia en la qual perdé davant Viktória Azàrenka, però es va imposar en la final de Roland Garros a Sara Errani. Aquesta victòria significava el quart títol de Grand Slam -i tots quatre diferents-, completant així el Grand Slam durant la carrera.
La figura de Xaràpova va més enllà del tennis. Ha treballat nombroses vegades de model, inclosa una aparició a la revista Sports Illustrated, i ha estat l'estrella principal del Swimsuit 2006. Ha protagonitzat molts anuncis, ja que és imatge de Nike, Head, Canon, Land Rover i moltes altres marques de primera línia internacional. Xaràpova va ser l'atleta més buscada al portal web Yahoo! l'any 2005 i el 2008. El juliol de 2008, va esdevenir l'esportista femenina més ben pagada, amb uns ingressos anuals de 26 milions d'US$.

## Biografia
Maria Xaràpova va néixer el 19 d'abril de 1987 a Niàgan, un poble situat a l'oest de Sibèria, a Rússia. Els seus pares, Iuri i Ielena, van emigrar de Belarús l'any 1986 per evitar la radiació provinent de Txornòbil. Quan Xaràpova tenia dos anys, la seva família va anar a viure a Sotxi, un poble a prop del Mar Negre, on el seu pare va conèixer Aleksandr Kàfelnikov, el pare de l'estrella del tennis rus Ievgeni Kàfelnikov.
Quan Xaràpova tenia només quatre anys, Aleksandr li va regalar una de les raquetes velles del seu fill, amb la qual va començar a jugar a tennis regularment amb el seu pare en un parc. Amb sis anys, els entrenadors de tennis locals van proposar a Iuri que portés la seva filla a Moscou, a la Federació de Tennis Russa. Allí va rebre els primers entrenaments de la mà d'un entrenador veterà, Iuri Udkin, que va quedar impressionat de la seva coordinació óculo-manual.
Amb set anys, Xaràpova va participar en un clínic de tennis a Moscou organitzat per la tennista Martina Navrátilová, que va recomanar als seus pares que rebés entrenament professional a l'Acadèmia Nick Bollettieri de Florida, d'on havien sortit tennistes com Andre Agassi o Anna Kúrnikova. Aleshores Iuri va decidir manllevar diners als seus pares i amics per poder viatjar amb la seva filla als Estats Units, tot i que cap dels dos sabia parlar anglès. Ambdós van anar a viure a Bradenton, però la seva mare no els va poder acompanyar fins al cap de dos anys per causa de les restriccions del visat. Per poder pagar la inscripció a l'acadèmia, Iuri va haver de fer tot tipus de feines, com treballar rentant plats o en el manteniment dels greens d'un club local de golf. Xaràpova va començar a participar en tornejos de menys de dotze anys, on va aconseguir ser la número 15 del seu rang d'edat. Amb nou anys, va signar un contracte amb IMG, que li va pagar la matrícula de 35.000 US$ per continuar a l'acadèmia. L'any 1997, Xaràpova va guanyar el Torneig Internacional Júnior Eddie Herr amb només deu anys, participant en la categoria sub-14. Amb onze anys, va signar el primer contracte publicitari amb Nike i va començar a viatjar a Califòrnia per rebre lliçons de l'entrenador Robert Lansdorp. L'any 2000 va guanyar amb només tretze anys el Torneig Internacional Júnior Eddie Herr a la categoria sub-16, adquirint una gran notorietat. Per aquest motiu li va ser concedit el Rising Star Award.

## Torneigs Grand Slam

### Individual: 10 (5−5)
| Resultat  | Núm. | Any  | Torneig              | Oponent           | Marcador         |
| --------- | ---- | ---- | -------------------- | ----------------- | ---------------- |
| Campiona  | 1.   | 2004 | Wimbledon            | Serena Williams   | 6−1, 6−4         |
| Campiona  | 2.   | 2006 | US Open              | Justine Henin     | 6−4, 6−4         |
| Finalista | 1.   | 2007 | Open d'Austràlia     | Serena Williams   | 2−6, 1−6         |
| Campiona  | 3.   | 2008 | Open d'Austràlia     | Ana Ivanović      | 7−5, 6−3         |
| Finalista | 2.   | 2011 | Wimbledon            | Petra Kvitová     | 3−6, 4−6         |
| Finalista | 3.   | 2012 | Open d'Austràlia (2) | Viktória Azàrenka | 3−6, 0−6         |
| Campiona  | 4.   | 2012 | Roland Garros        | Sara Errani       | 6−3, 6−2         |
| Finalista | 4.   | 2013 | Roland Garros        | Serena Williams   | 4−6, 4−6         |
| Campiona  | 5.   | 2014 | Roland Garros (2)    | Simona Halep      | 6−4, 6−7(5), 6−4 |
| Finalista | 5.   | 2015 | Open d'Austràlia (3) | Serena Williams   | 3−6, 6−7(5)      |

## Jocs Olímpics

### Individual
| Any  | Campionat                          | Oponent         | Resultat |
| ---- | ---------------------------------- | --------------- | -------- |
| 2012 | Jocs Olímpics, Londres, Regne Unit | Serena Williams | 0−6, 1−6 |

## Carrera professional

### Inicis i Wimbledon (2001−2004)

#### 2001−2003
Maria Xaràpova va debutar en el circuit professional l'any 2001, participant en el Torneig de Sarasota amb una Wild Card. El primer torneig de la WTA no el va jugar fins al 2002, quan va participar en el Masters d'Indian Wells, on va guanyar el primer partit i va caure en segona ronda davant de Monica Seles. Com que tenia una sèrie de restriccions per participar en els torneigs de la WTA a causa de la seva curta edat, Xaràpova va participar en diversos tornejos júnior. Aquell any, va arribar a la final de l'Open d'Austràlia, i va esdevenir la tennista més jove a arribar a la final del torneig júnior amb només catorze anys i nou mesos. També va arribar a la final del Torneig de Wimbledon júnior i va guanyar tres tornejos ITF.
L'any 2003 va entrar al circuit adult de la WTA. Va participar en l'Open d'Austràlia i al Torneig de Roland Garros, però no va guanyar cap partit. Quan va començar la temporada d'herba, en el Torneig de Birmingham va derrotar per primera vegada una tennista dins del Top20 i va arribar a la seva primera semifinal en un torneig WTA, que va perdre davant de Shinobu Asagoe. Després va participar com a Wild Card al Torneig de Wimbledon, on va derrotar la cap de sèrie número 11, Jelena Dokić, arribant així a la quarta ronda, on va perdre en tres sets davant de Svetlana Kuznetsova. Més tard va debutar a l'Open dels Estats Units, participant així en els quatre Grand Slam, on va perdre a la segona ronda contra Emilie Loit.
El setembre de 2003, Xaràpova va guanyar el seu primer títol del circuit WTA, al Japan Open Tennis Championships, batent a la final en tres sets Anikó Kapros. Poc després aconseguí el seu segon títol, el Bell Challenge, guanyant a Milagros Sequera. Va finalitzar l'any en el Top50 i va ser premiada amb el guardó WTA Newcomer of the Year, que premia la millor debutant de l'any.

#### 2004

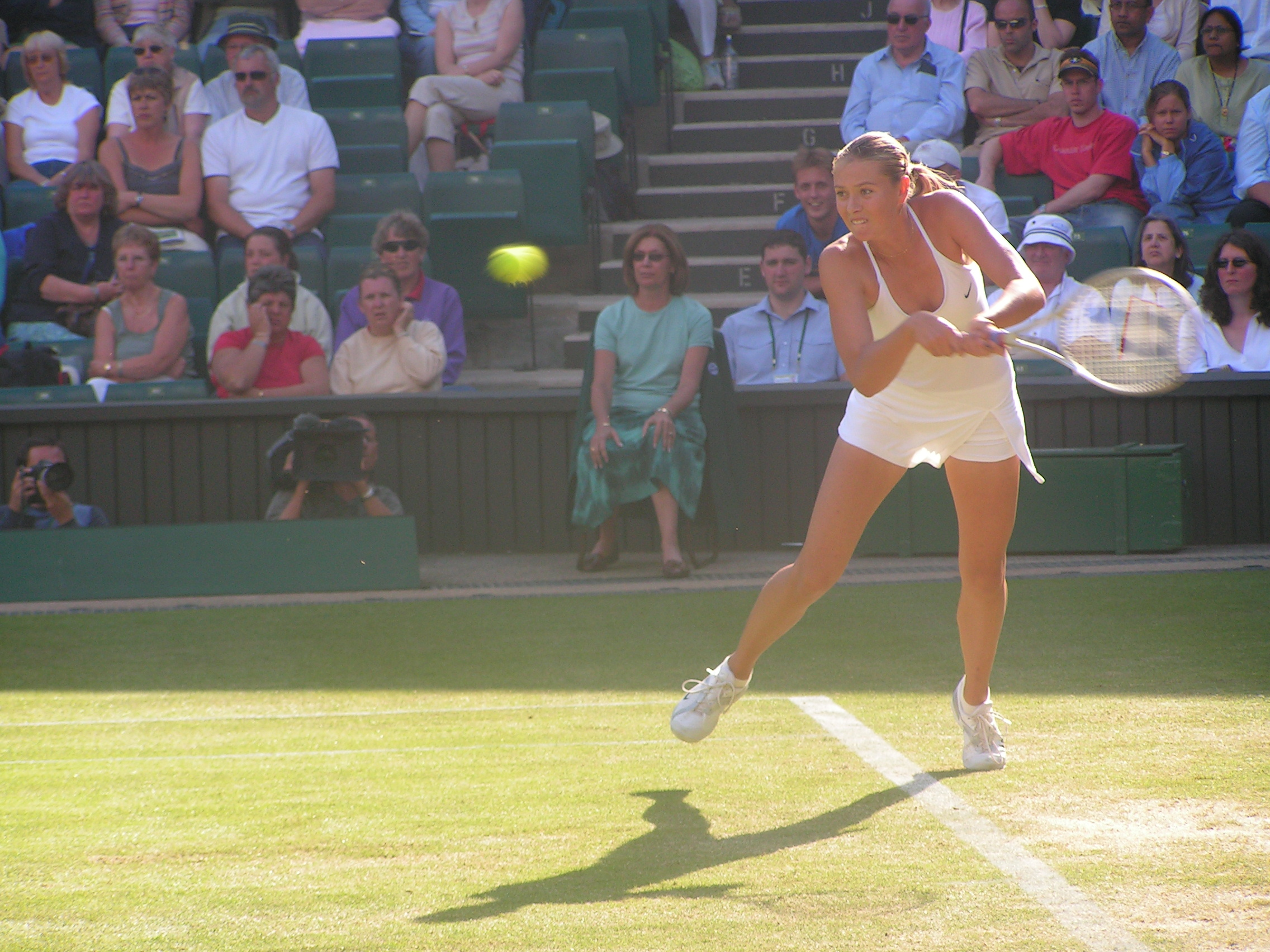
Maria Xaràpova, Wimbledon 2004.

L'any 2004, Xaràpova va arribar a la tercera ronda de l'Open d'Austràlia, on va perdre contra la setena cap de sèrie, Anastassia Mískina. El millor moment del que quedava de temporada de pista dura el va viure quan va arribar a les semifinals del Regions Morgan Keegan Championships & Cellular South Cup, on va perdre contra Vera Zvonariova.
Durant la temporada de terra batuda, Xaràpova va entrar al Top20 del rànquing WTA després d'arribar a la tercera ronda del Torneig de Berlin i del Masters de Roma. En aquest últim torneig va batre Ielena Dementieva, essent la primera vegada que derrotava una jugadora situada al Top10 i ho va fer sense perdre cap set. Més tard va aconseguir arribar per primera vegada a uns quarts de final de Grand Slam al Torneig de Roland Garros, on finalment va perdre contra Paola Suárez.
El tercer títol de la seva carrera el va aconseguir al torneig de preparació de Wimbledon, el Torneig de Birmingham, derrotant Tatiana Golovin a la final. Després d'aquest títol va entrar al Torneig de Wimbledon amb només 17 anys com a cap de sèrie número 13. En aquest torneig va arribar per primera vegada a una semifinal de Grand Slam després de derrotar Ai Sugiyama. Un cop a les semifinals, va batre la cinquena cap de sèrie, Lindsay Davenport, en tres sets, 2-6, 7-6(5), 6-1. A la final es va enfrontar a la cap de sèrie número 1 i vigent campiona, Serena Williams, i la va derrotar en només dos sets aconseguint així el seu primer Grand Slam i convertint-se en la quarta tennista més jove a guanyar un Grand Slam en l'era Open després de Martina Hingis, Monica Seles i Tracy Austin. També va esdevenir la segona russa en guanyar un títol de Grand Slam després que Anastassia Mískina hagués guanyat el Torneig de Roland Garros l'any anterior. Després de la seva victòria, la premsa en parlava com una rival seriosa per a les germanes Williams, que havien dominat els últims Wimbledons. Tanmateix, amb la victòria va entrar per primer cop en el Top10 del rànquing WTA.
Després del seu resultat a Wimbledon, l'interès mediàtic per Xaràpova va augmentar molt, el qual es va conèixer com a “Maria Mania”. Tot i això, a la pista continuava tenint problemes per aconseguir bons resultats, ja que només va guanyar tres dels sis partits que va disputar per preparar-se per l'US Open. En aquest torneig només va poder arribar a tercera ronda, on va ser eliminada per Mary Pierce. Per tal de recuperar la seguretat en el joc, Xaràpova va anar a jugar dos títols a l'Àsia, el Torneig de Seül i el Torneig de Tòquio, i els va guanyar tots dos.
A l'octubre, Xaràpova va derrotar Venus Williams a les semifinals de l'Open de Zúric, on va perdre la final davant d'Alicia Molik. Abans d'acabar la temporada, va participar per primer cop al Masters femení de tennis, un torneig en què anualment participen les vuit millors tennistes del rànquing WTA i en el qual va entrar com a número 6 del món. A la primera ronda, disputada en format Round Robin, va guanyar dos dels tres partits que va disputar i es va classificar per a les semifinals. A les semifinals va derrotar la russa Anastassia Mískina en tres sets, classificant-se per a la final. A la final es va enfrontar a Serena Williams i la va derrotar 4-6, 6-2, 6-4. En acabar la temporada, va pujar fins a la posició 4 del rànquing WTA, entrant per primer cop al Top5.
El balanç de victòries-derrotes del 2004 va ser de 55-15. Durant l'any va guanyar cinc títols, superada només en nombre per Lindsay Davenport, que en va guanyar set, i igualant també amb cinc títols a Justine Henin. Xaràpova va ser la tennista que va guanyar més diners pels seus resultats als tornejos, amb 2.506.263 US$. Durant l'any, també va rebre diversos premis per la seva actuació durant la temporada, concretament el trofeu WTA Player of the Year i el trofeu WTA Most Improved Player, que s'atorguen a la millor jugadora de l'any i a la que més ha millorat respectivament.

### Número 1 i lesió (2005−2007)

#### 2005
L'any 2005 el va començar participant en l'Open d'Austràlia, on va derrotar la cap de sèrie número 5 Svetlana Kuznetsova per arribar a la segona semifinal de Grand Slam de la seva carrera. A la seimifinal va perdre contra Serena Williams, que acabaria guanyat el torneig, tot i disposar de match points al tercer set. Al febrer va guanyar el Torneig del Pacífic i el Torneig de Doha, fet que li va permetre entrar al Top3 del rànquing WTA per primer cop.
A les semifinals del Masters d'Indian Wells, va perdre contra Lindsay Davenport 6-0,6-0, essent el primer cop que no aconseguia guanyar cap joc en un partit. Quinze dies més tard, va batre Justine Henin i Venus Williams, que havien estat número 1, i va arribar a la final del Masters de Miami, on va perdre contra Kim Clijsters.
La temporada de terra batuda va arribar per primer cop a les semifinals del Masters de Roma, on va perdre contra Patty Schnyder. Si Xaràpova hagués guanyat el torneig, s'hauria proclamat número 1 del rànquing WTA. Més tard al Torneig de Roland Garros va arribar als quarts de final per segon any consecutiu, però va perdre contra Justine Henin, que esdevindria campiona. En pista d'herba, Xaràpova va guanyar el tercer títol de l'any, revalidant el títol que havia aconseguit l'any anterior al Torneig de Birmingham, guanyant a la final Jelena Janković. Al Torneig de Wimbledon va arribar a les semifinals sense cedir cap set i perdent només un sol cop amb el servei, aconseguint una ratxa de 24 consecutives en herba. A les semifinals va perdre contra qui acabaria proclamant-se campiona, Venus Williams.
Durant el Torneig de Wimbledon, la número 1 del moment, Lindsay Davenport, va patir una lesió d'esquena que la va apartar de les pistes de joc durant l'estiu, de manera que no va poder acumular punts per substituir els punts que caducaven de l'any anterior. Xaràpova, tot i que també va patir alguna lesió, no tenia tants punts per defensar, i gràcies a això, el dia 22 d'agost de 2005, va esdevenir la primera tennista russa que aconseguia ser número 1 del rànquing WTA i en la cinquena tennista més jove a fer-ho. Aquest lideratge a la classificació només va durar una setmana, ja que Davenport va guanyar el Torneig Pilot Pen Tennis.
Com a cap de sèrie de l'Open dels Estats Units, Xaràpova va perdre a les semifinals contra Kim Clijsters, que acabaria esdevenint campiona del torneig, de manera que aquell any Xaràpova va perdre cada Grand Slam contra la campiona del torneig. Tot i això, va tornar a desbancar Davenport del número 1 del rànquing WTA el 12 de setembre de 2005. Aquest cop va estar al capdamunt de la classificació durant sis setmanes, però després de jugar alguns torneigs lesionada, va tornar a ser superada per Davenport. En finalitzar l'any, Xaràpova no va poder revalidar el títol del WTA Tour Championships, on va batre Davenport a la primera ronda, però va perdre a les semifinals contra Amélie Mauresmo.
El balanç de victòries-derrotes del 2005 va ser de 53-12. Va finalitzar l'any en quarta posició del rànquing WTA, essent la millor russa de l'any.

#### 2006

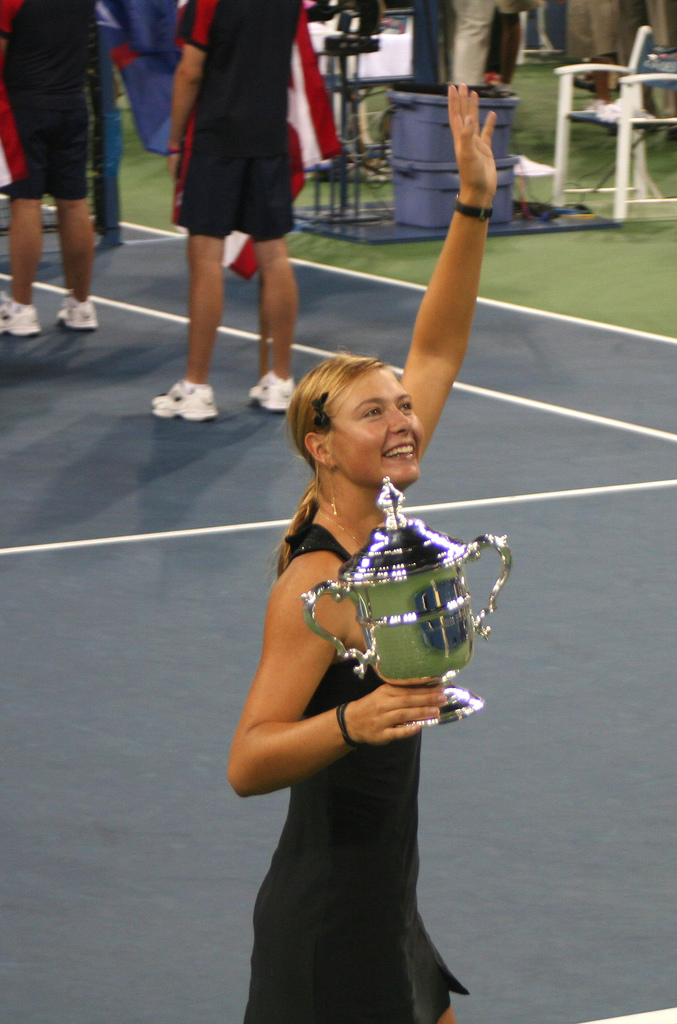
Xaràpova celebrant la seva victòria a l'Open dels Estats Units, 2006.

Xaràpova va començar el 2006 perdent les semifinals de l'Open d'Austràlia en tres sets contra Justine Henin, i perdent també poques setmanes després al Torneig de Dubai, on va guanyar l'exnúmero 1 Martina Hingis i a Lindsay Davenport en les primeres rondes. Nou mesos després de guanyar el seu últim títol, va guanyar el Masters d'Indian Wells derrotant Hingis a les semifinals i Ielena Dementieva a la final, aconseguint el seu onzè títol de la carrera. Dues setmanes més tard va perdre la final del Masters de Miami davant de Kuznetsova.
Després de perdre's la temporada sencera de terra batuda per una lesió, Xaràpova va tornar a la competició en el Torneig de Roland Garros. Allí, després de salvar pilotes de partit davant de Mashona Wahington a la primera ronda, va arribar fins a la quarta ronda, on va perdre davant Dinara Safina.
En gespa, Xaràpova no va aconseguir guanyar el Torneig de Birmingham per tercer cop consecutiu, ja que només es va poder classificar fins a les semifinals. Tot i això, es trobava entre les favorites per guanyar el títol a Wimbledon, però només va poder arribar fins a les semifinals i va perdre amb la campiona Mauresmo en tres sets.
El segon títol de l'any va arribar a l'Acura Classic, derrotant a la final Kim Clijsters. Després d'aquest torneig va entrar a l'Open dels Estats Units com a tercera cap de sèrie, on va derrotar Mauresmo a les semifinals, i a la final va batre la segona cap de sèrie, Justine Henin 6-4,6-4, guanyant així el seu segon títol de Grand Slam.
A la tardor, Xaràpova va guanyar dos torneigs consecutius, l'Open de Zúric i el Torneig de Linz. Finalment, al WTA Tour Championships, va guanyar els tres primers partits de la Round Robin, aconseguint una ratxa de 19 partits consecutius guanyats, però va perdre a les semifinals contra Henin. Si hagués guanyat el partit, hauria acabat la temporada com a número 1 del món, però com que va perdre, va acabar l'any com a número 2 del món, que fins ara ha estat la seva millor posició en acabar un any.
El balanç de victòries-derrotes del 2006 va ser de 59-9. Va tornar a ser la tennista russa en millor posició al rànquing WTA. Va ser la jugadora que va guanyar més títols de la categoria Tier I (en va guanyar tres), i va ser la segona tennista que més títols va guanyar, amb cinc títols, només superada per la belga Justine Henin que en va guanyar sis.

#### 2007

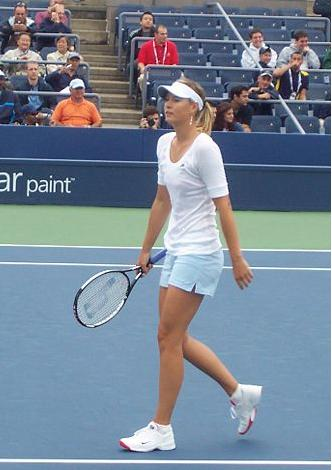
Xaràpova a l'Open dels Estats Units de 2007.

Xaràpova era la cap de sèrie de l'Open d'Austràlia 2007, ja que en aquella edició no hi va participar Justine Henin. Després d'estar a punt de perdre a la primera ronda, va anar guanyant partit rere partit fins a arribar a la final, on va perdre contra Serena Williams 1-6,2-6. Classificant-se per la final, Xaràpova va recuperar la primera posició del rànquing WTA. Es va mantenir en primera posició durant set setmanes, fins que el va tornar a perdre en favor de Justine Henin, després de perdre el Masters d'Indian Wells en quarta ronda contra Vera Zvonariova, on va patir una lesió de lligaments. Dues setmanes més tard, va derrotar en tercera ronda del Masters de Miami Venus Williams, però finalment va quedar eliminada per la seva germana, Serena Williams.
Una lesió a l'espatlla va fer que Xaràpova es perdés la major part de la temporada de terra batuda per segon any consecutiu, i només va poder participar en el Torneig d'Istanbul abans de començar el Torneig de Roland Garros 2007. Tot i la manca de preparació pel Grand Slam de terra batuda, per primer cop a la seva carrera va arribar fins a les semifinals, on va perdre contra Ana Ivanović.
En pista d'herba, Xaràpova va quedar finalista del DFS Classic perdent a la final contra Jelena Janković. Després d'aquest torneig, va ser eliminada del Torneig de Wimbledon 2007 en quarta ronda contra qui n'esdevindria campiona, Venus Williams, essent aquesta la seva eliminació més ràpida de Wimbledon des de la seva primera participació el 2003.
Abans de participar en l'Open dels Estats Units del 2007, va defensar el títol de campiona a l'Acura Classic, que va guanyar per segon cop consecutiu, aquest cop contra Patty Schnyder. Després va participar en el Clàssic de Los Angeles, on va arribar a les semifinals. Amb aquests dos resultats, Xaràpova va guanyar les US Open Series del 2007, a l'Open dels Estats Units també havia de defensar el títol de campiona, però va perdre a la tercera ronda contra Agnieszka Radwańska.
Seguint la derrota a l'Open dels Estats Units, va estar un temps sense jugar a causa de la lesió a l'espatlla dreta, i no va tornar a jugar fins a l'octubre al Torneig de Moscou, on va perdre el partit inicial contra Viktória Azàrenka. Poc després va caure del Top5 del rànquing WTA per primer cop des del 2004. Tot i això, es va poder classificar pel WTA Tour Championships, ja que finalment Venus Williams es va retirar del torneig. Tot i no haver guanyat ni un sol partit en els últims dos mesos, va aconseguir guanyar els tres partits de la round-robin i també el partit de semifinals conta Anna Txakvetadze. A la final, va perdre contra la número 1, Justine Henin, en un partit que va durar 3 hores i 24 minuts.
El balanç de victòries-derrotes del 2007 va ser de 40-11, i va acabar l'any en cinquena posició del rànquing WTA. Va ser el quart any consecutiu acabant en el Top5 mundial, però no va ser la tennista russa més ben classificada, sinó que ho va ser Svetlana Kuznetsova. El 2007 va ser el primer any des de 2002 en què només va poder guanyar un títol.

### Open d'Austràlia i nova lesió (2008−2010)

#### 2008
Xaràpova era la cinquena cap de sèrie de l'Open d'Austràlia de 2008, però no era considerada com a favorita. Tot i això, a la segona ronda va derrotar Lindsay Davenport, més tard als quarts de final va guanyar a la número 1 mundial Justine Henin, que venia amb una ratxa de 32 partits guanyats consecutivament. A les semifinals es va enfrontar a la sèrbia Jelena Janković i després de derrotar-la va guanyar a la final enfrontant-se a Ana Ivanović. Aquest va ser el seu tercer títol de Grand Slam que guanyava sense cedir ni un sol set en tot el campionat.
Després de l'Open d'Austràlia, Xaràpova va allargar la seva ratxa de partits guanyats fins a un total de 18. Entre aquestes victòries n'hi va haver dues a la Copa Federació de tennis en el seu debut representant Rússia contra Israel. En aquest temps també va guanyar el Qatar Ladies Open. La ratxa de victòries es va acabar al Masters d'Indian Wells, on va perdre contra Kuznetsova. A l'abril, va guanyar el Torneig de Ponte Vedra Beach, després de guanyar un partit de 3 hores i 26 minuts, a la tercera ronda contra Anabel Medina Garrigues. La setmana següent, al Torneig de Charleston, va perdre per quart cop consecutiu contra Serena Williams.
Al maig, Xaràpova va tornar a ser número 1 a causa de la retirada sobtada de Justine Henin del tennis professional i la seva petició expressa demanant que li retiressin el número 1 del rànquing. Com a cap de sèrie a Roland Garros, només va poder arribar als quarts de final, on va perdre contra Danira Safina i va perdre també el número 1 del rànquing WTA. La seva baixada de forma va seguir a Wimbledon, on va perdre en segona ronda a la número 154 del món, Al·la Kudriàvtseva. Aquesta va ser la seva derrota més ràpida en un Grand Slam en cinc anys.
L'agost es va retirar del Masters del Canadà per una lesió a l'espatlla. Una prova de ressonància magnètica va revelar que Xaràpova havia estat patint una lesió a l'espatlla des de l'abril, i l'obligà a perdre's tots els campionats de la temporada, incloent-hi els Jocs Olímpcs de Beijing, l'Open dels Estats Units i el WTA Tour Championships. Tot i això, va poder acabar l'any en el número 9 del rànquing WTA. A l'octubre, després d'un intent fallit de rehabilitar l'espatlla, Xaràpova va passar per la sala d'operacions per recuperar-se de la lesió d'espatlla.
El resultat de la lesió va ser que no arribés a jugar 40 partits aquell any. El balanç de victòries-derrotes del 2008 va ser de 32-4 i va guanyar tres torneigs. Per primer cop des de 2004 no va acabar l'any en el Top5 de la WTA.

#### 2009

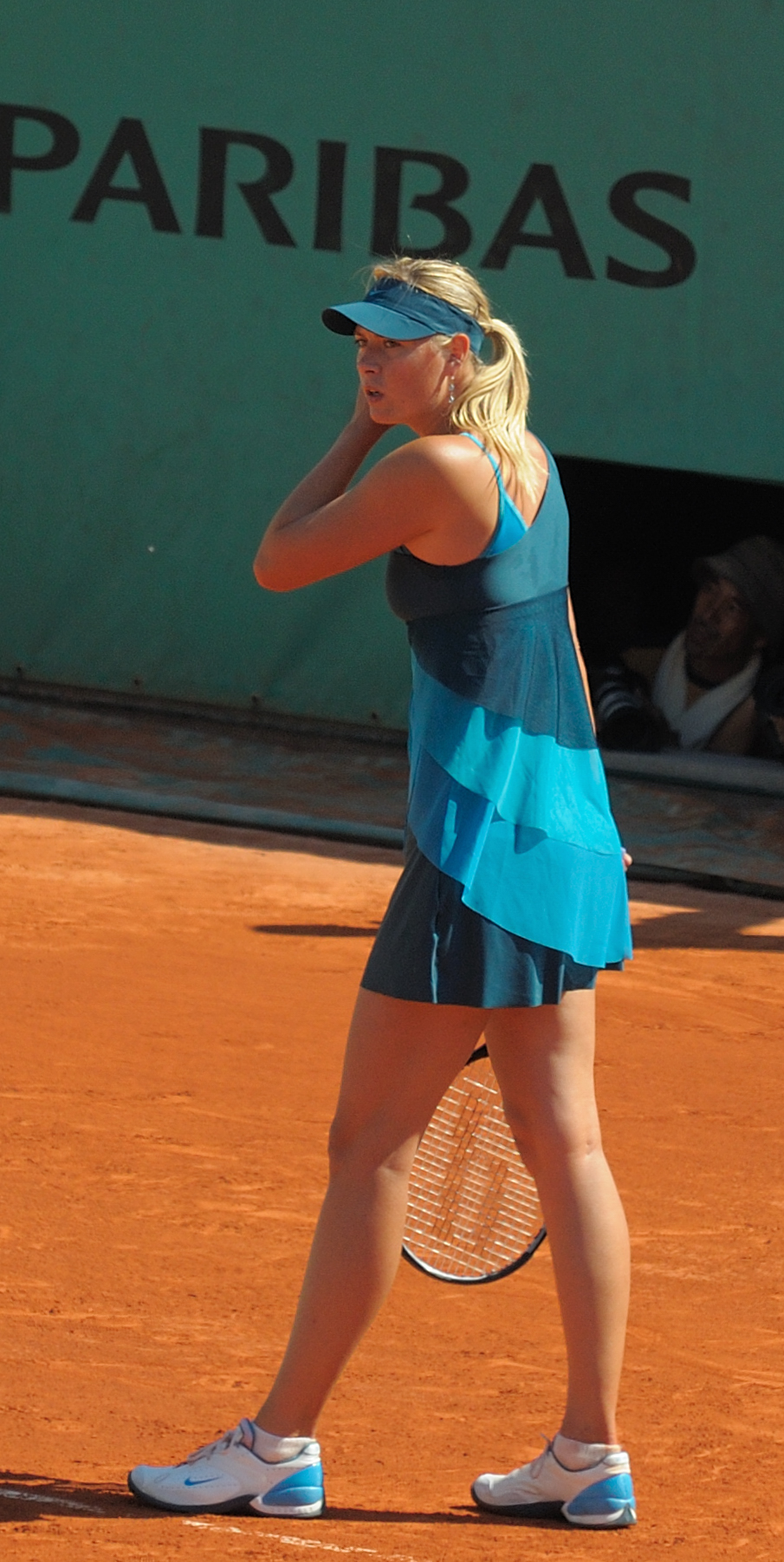
Xaràpova a Roland Garros, 2009.

Xaràpova no va poder defensar el seu títol de campiona de l'Open d'Austràlia, ja que seguia recuperant-se de la lesió. No va tornar a les pistes de tennis fins al març, quan va participar en la categoria de dobles al Masters d'Indian Wells amb Ielena Vesninà de companya, però van ser eliminades a la primera ronda. Xaràpova es va perdre els quatre campionats següents, i això va fer que per primera vegada en sis anys caigués del Top100 i acabés baixant fins a la posició número 126 del rànquing WTA.
Després de deu mesos del seu últim partit en individual, Xaràpova va participar en el maig a l'Obert de Varsòvia, on va perdre als quarts de final contra Alona Bondarenko. La setmana següent va tornar a participar en un Grand Slam, el Torneig de Roland Garros 2009, on va arribar fins als quarts de final, fent la seva millor actuació en un Grand Slam l'any 2009.
La temporada d'herba, va tornar a jugar el Torneig de Birmingham, on va arribar fins a la semifinal. Després va participar a Wimbledon com a cap de sèrie 24. La seva participació no va ser gaire bona, ja que va ser eliminada en segona ronda en tres sets contra Gisela Dulko. Durant l'estiu i seguint amb la temporada d'herba, Xaràpova va arribar als quarts de final del Torneig de Stanford, a les semifinals del Clàssic de Los Angeles i a la final del Masters del Canadà, on va perdre contra Ielena Dementieva. Tot i la notable millora que havia experimentat en el seu joc en els últims campionats, va ser eliminada en tercera ronda de l'Open dels Estats Units, on va perdre contra Melanie Oudin, cometent 60 errors no forçats i establint un rècord personal de 21 dobles faltes.
A l'últim tram de la temporada, Xaràpova va guanyar el primer títol de l'any vencent a la final del Torneig del Pacífic a Jelena Janković que es va retirar sense acabar el primer set. A l'últim campionat de l'any de la categoria Premier, el Torneig de Pequín, va superar la primera ronda per retirada de la rival, en segona ronda va guanyar Viktória Azàrenka després d'arribar al tie-break en el segon set i guanyar el tercer set per 7-5 en un partit que va durar tres hores. A la tercera ronda va perdre contra Peng Shuai en dos sets.
El balanç de victòries-derrotes del 2009 va ser de 31-9, i va acabar l'any en catorzena posició del rànquing WTA. Per primera vegada des de 2003 no va acabar l'any dins del Top10.

#### 2010

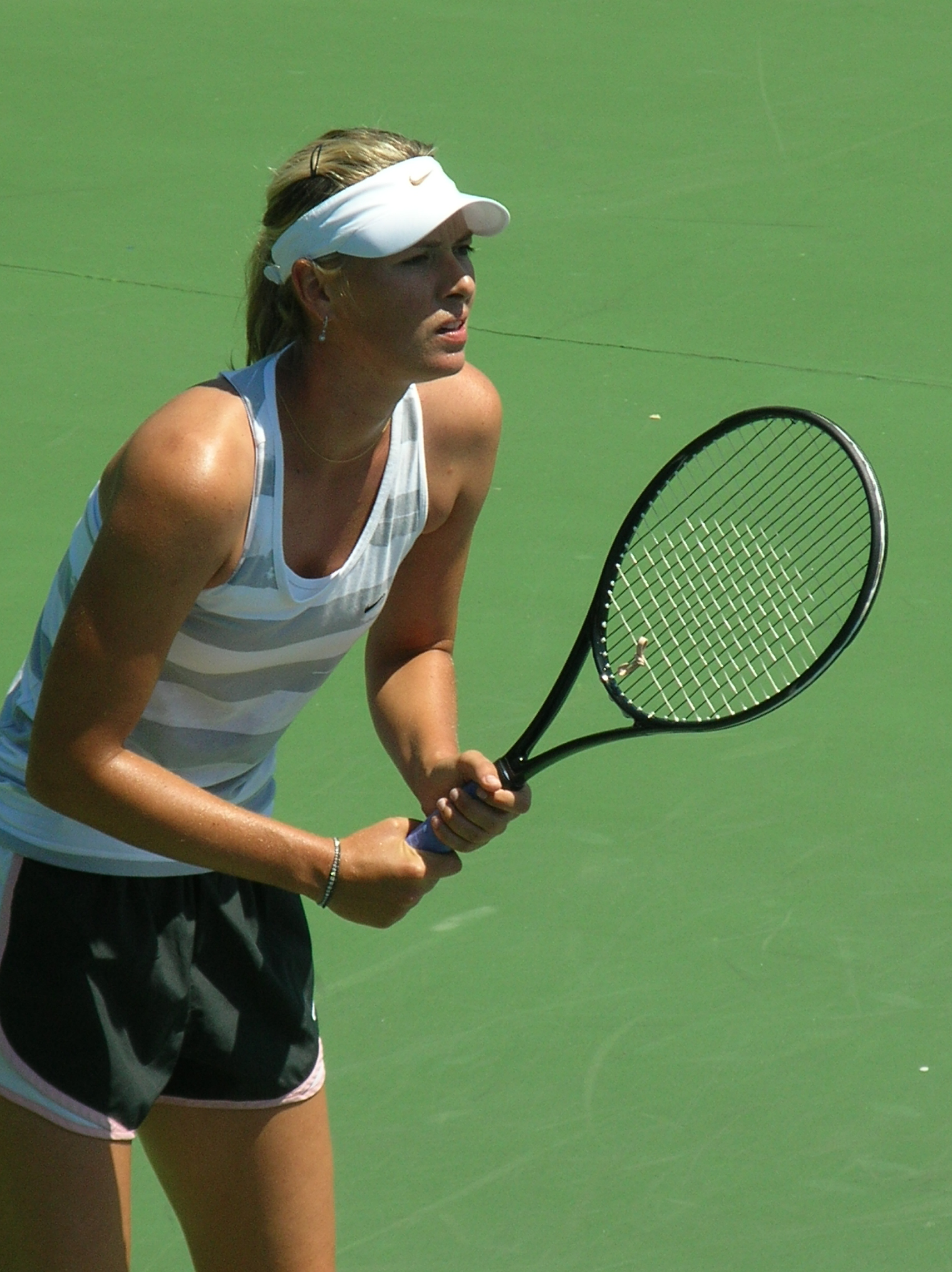
Xaràpova entrenant al Torneig de Stanford, 2010.

L'any 2010 el va començar amb un partit d'exhibició a Hua Hin, Tailàndia contra Venus Williams, i va guanyar 6-4,6-3. Després va jugar un torneig d'exhibició a Hong Kong, un torneig per equips on era la capitana de l'equip rus. Va guanyar el primer partit d'individual contra l'equip asiàtic i després va guanyar un partit de dobles fent parella amb Ievgueni Kàfelnikov. A la final contra l'equip europeu va vèncer la número 4 mundial, Caroline Wozniacki.
Després dels partits d'exhibició, Xaràpova va començar la temporada oficial amb la seva participació en l'Open d'Austràlia, on va ser eliminada a la primera ronda després d'un partit de més de tres hores, on va cometre 66 errors no forçats contra Maria Kirilenko, que va arribar fins als quarts de final. Aquesta derrota va ser la primera des de 2003 en què Xaràpova va perdre en la primera ronda d'un Grand Slam.
Després va participar en el Torneig de Memphis, on va aconseguir el primer títol de l'any batent a la final Sofia Arvidsson en dos sets. Al Masters d'Indian Wells, Xaràpova va arribar fins a la tercera ronda, on va perdre en tres sets contra Zheng Jie. En acabar al torneig se li va diagnosticar una lesió al colze dret, que va fer que es perdés el Masters de Miami i el Torneig de Charleston.
El seu retorn es va produir al Masters de Madrid, on va perdre a la primera ronda contra Lucie Šafářová en dos sets. Va continuar la seva preparació pel Roland Garros participant en el Torneig d'Estrasburg com a Wild Card. Xaràpova va anar passant rondes fins a arribar a la final, on va batre Kristina Barrois en dos sets. Aquest va ser el seu segon títol de la temporada. A Roland Garros, va perdre a la tercera ronda contra Justine Henin que havia tornat al tennis professional aquell any.
A la temporada d'herba, va participar en el Torneig de Birmingham, i va arribar fins a la final, on va perdre contra Li Na en dos sets. A Wimbledon, com a cap de sèrie 16, va arribar fins a la quarta ronda, on va perdre contra la número 1 del món, que finalment acabaria esdevenint campiona, Serena Williams. Després del partit, la premsa començava a creure que Xaràpova podria recuperar el seu millor joc i podria tornar a competir per un Grand Slam, i ella mateixa va declarar: «M'he sentit molt bé. Estic en un punt molt millor del que estava l'any passat. Estic jugant molt millor i em sento molt bé físicament.»
Per a preparar l'Open dels Estats Units, va participar en el Torneig de Stanford, on va perdre a la final contra Viktória Azàrenka en dos sets. Després va participar en el Masters de Cincinnati, on era la desena cap de sèrie. Xaràpova va arribar a la seva cinquena final de la temporada i la va perdre en tres sets contra Kim Clijsters, tot i disposar de tres punts de partit al segon set. El partit es va acabar suspenent per la pluja, i l'endemà no va poder guanyar el campionat. a l'Open dels Estats Units, Xaràpova era la cap de sèrie 14, i va arribar fins als quarts de final, on va perdre contra Caroline Wozniacki en dos sets.
Els dos últims campionats de la temporada van ser decebedors per a Xaràpova. Primer va participar en el Torneig del Pacífic a Tòquio, on va perdre a la primera ronda. L'últim torneig de l'any va ser el Torneig de Pequín, on va perdre a la segona ronda contra la russa Ielena Vesninà. Al cap de pocs dies va anunciar que donava per acabada la temporada 2010.
El balanç de victòries-derrotes del 2010 va ser de 33-11. En aquesta temporada va guanyar dos títols WTA i va acabar l'any en divuitena posició del rànquing WTA.

### Retorn al Top 3, Grand Slam i medalla olímpica (2011−present)

#### 2011
A la darreria de 2010 es va anunciar que Xaràpova havia contractat al suec Thomas Hogstedt com a entrenador per la temporada 2011, que l'entrenaria juntament amb el seu entrenador de sempre, Michael Joyce. Al 5 de desembre de 2010 va jugar un partit d'exhibició contra la número 2 del món Vera Zvonariova a Monterrey, Mèxic, i el va guanyar en dos sets 6-1, 7-5. Xaràpova va anunciar que el seu primer torneig del 2011 seria el Clàssic d'Auckland 2011, a Nova Zelanda. També va anunciar que capitanejaria l'equip rus a la primera ronda de la Copa Federació 2011 contra França.
Per primer cop des de 2002 no va començar l'any a l'Open d'Austràlia, sinó que ho va fer al Clàssic d'Auckland 2011 on era cap de sèrie número 1. Va avançar fins a la tercera ronda on va perdre contra l'hongaresa Gréta Arn 2-6,3-6; qui acabaria guanyant el campionat. Després del torneig Xaràpova va decidir que el seu únic entrenador fos Hogstedt, de manera que va prescindir de Joyce tot i que havien treballat plegats durant molts anys, incloent-hi aquells en què Xaràpova havia esdevingut guanyadora de tres Grand Slam. A l'Open d'Austràlia 2011, on era cap de sèrie número 14, va arribar fins a la quarta ronda, on va perdre contra Andrea Petkovic en dos sets 2-6,3-6. El següent partit que va jugar va ser a la Copa Federació on va perdre contra Virginie Razzano 3-6,4-6. També havia de jugar un altre partit en la mateixa competició, però una malaltia vírica li va impedir jugar un segon partit contra les franceses. Aquesta mateixa malaltia va fer que es perdés el Torneig de París 2011. També es va haver de perdre el Torneig de Dubai 2011 i el Torneig de Doha 2011 per una infecció d'orella.
Al març va tornar al circuit participant en el primer torneig Premier Mandatory de l'any, el Masters d'Indian Wells 2011, on va entrar com a cap de sèrie número 16. En aquest torneig va perdre a les semifinals contra la número 1 del rànquing WTA Caroline Wozniacki en dos sets 1-6, 2-6. El següent campionat en el qual va participar va ser el Masters de Miami 2011 on també era la setzena cap de sèrie. Va jugar als quarts de final contra Alexandra Dulgheru en un partit que va durar 3 hores i 28 minuts, en el partit més llarg de la seva carrera i tot i que es va torçar el turmell esquerre al cinquè set quan anaven 5-5, va poder guanyar el partit 3-6, 7-6(6), 7-6(5). A les semifinals, va derrotar a Andrea Petkovic també en tres sets. A la final va perdre contra Viktória Azàrenka en dos sets 1-6, 4-6. Aquest resultat va fer que Xaràpova tornés al Top10 per primer cop des del febrer de 2009.
Xaràpova va renunciar a jugar el Torneig de Charleston 2011 tot i que li van oferir una invitació Wild Card, i la seva temporada en terra batuda no va començar fins al Masters de Madrid 2011, on era la vuitena cap de sèrie. A la tercera ronda va perdre contra Dominika Cibulková 5-7, 4-6. Després va participar en el Masters de Roma 2011, on era la cap de sèrie número 7. Va anar avançant rondes fins a arribar a la final on es va enfrontar a Samantha Stosur i la va derrotar en dos sets 6-2, 6-4, aconseguint així el torneig en terra batuda més prestigiós que ha guanyat fins al moment. A més, també li va prendre la setena posició del rànquing WTA a Stosur. El següent torneig va ser el segon Grand Slam de l'any, el Torneig de Roland Garros 2011 on era la cap de sèrie número 7. Als quarts de final va derrotar a Andrea Petkovic 6-0,6-3, arribant per primer cop a unes semifinals de Grand Slam des de la lesió d'espatlla. A les semifinals va perdre contra Li Na en dos sets 4-6, 5-7, en un partit amb forts vents i en el qual va acumular molts errors no forçats. Amb aquest torneig va acabar la temporada de terra batuda amb un balanç de victòries-derrotes de 12-2, en la que fins al moment és la seva millor temporada en terra batuda. A més, va pujar fins a la sisena posició del rànquing WTA.
La temporada d'herba l'havia de començar al Torneig de Birmingham 2011, on hauria d'haver estat la primera cap de sèrie, però després de la seva derrota a Roland Garros, va decidir no participar en el torneig al·legant una malaltia. Més tard va entrar al Torneig de Wimbledon 2011 com a cap de sèrie número 5. Va anar avançant rondes fins a arribar a la final sense cedir ni un sol set en tot el torneig. Per arribar a la final va vèncer a Anna Txakvetadze, Laura Robson, Klara Zakopalova, Shuai Peng, Dominika Cibulková i Sabine Lisicki. A la final va perdre contra la cap de sèrie número 8, Petra Kvitová en dos sets 3-6, 4-6. Amb aquest resultat va tornar per primer cop des de la lesió d'espatlla al número 5 del rànquing WTA, en la que era la seva millor posició des del US Open 2008.
En acabar la temporada d'herba, va anunciar que en les US Open Series participaria en tres torneigs, el de Stanford, el de Toronto i el de Cincinnati. Al Torneig de Stanford, on era la segona cap de sèrie, va perdre als quarts de final contra Serena Williams en dos sets 1-6, 3-6. A Toronto era cinquena cap de sèrie i va ser eliminada a la tercera ronda davant de Galina Voskobóieva. Al Masters de Cincinnati, on era la quarta cap de sèrie, va arribar a la final on es va enfrontar a Jelena Janković i la va guanyar en tres sets 4-6, 7-6(3), 6-3. Amb aquesta victòria, Xaràpova escalava fins a la quarta posició del rànquing WTA. a l'Open dels Estats Units, on Xaràpova era la tercera cap de sèrie, va perdre en la tercera ronda contra Flavia Pennetta en tres sets 3-6, 6-3, 4-6.
Abans de participar en el Torneig del Pacífic 2011, va disputar un amistós benèfic contra la número 4 del món, Vera Zvonariova, i la va derrotar en dos sets. Al Torneig del Pacífic va arribar fins als quarts de final, però mentre disputava el partit contra Petra Kvitova es va lesionar del turmell esquerre i es va haver de retirar. Xaràpova es va classificar per participar en el WTA Tour Championships 2011 que es va disputar a Turquia. En la fase inicial disputada en format Round Robin va perdre els dos primers partits contra Stosur i Li Na, i es va retirar del torneig abans de jugar el seu tercer partit contra Azàrenka per una lesió al turmell esquerre.
El balanç de victòries-derrotes del 2011 va ser de 43-14. En aquesta temporada va guanyar quatre títols WTA i va acabar l'any en quarta posició del rànquing WTA.

#### 2012

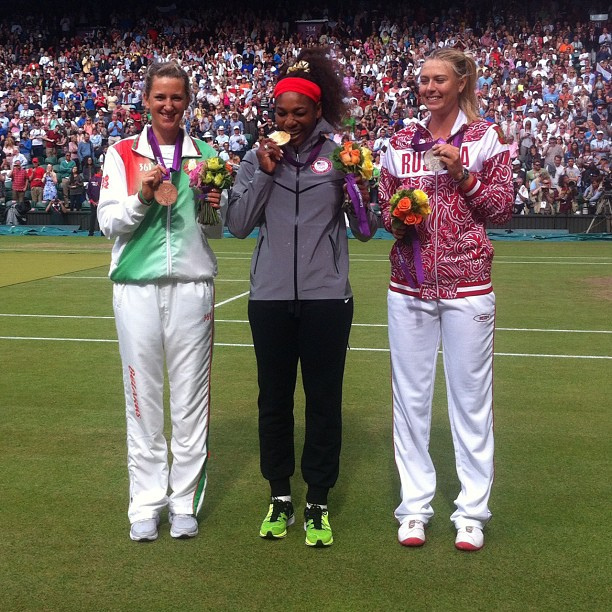
Xaràpova va ser plata als Jocs Olímpics d'Estiu de 2012. A la imatge, Viktória Azàrenka, Serena Williams i Maria Xaràpova mostren les medalles aconseguides.

Xaràpova va començar la temporada 2012 participant en l'Open d'Austràlia, on era la quarta cap de sèrie. Després de guanyar les semifinals en tres sets a la txeca Petra Kvitová 6-2, 3-6, 6-4, va arribar a la seva sisena final de Grand Slam on es va enfrontar a Viktória Azàrenka i va perdre 3-6, 0-6. Aquest resultat va permetre a Xaràpova escalar fins a la tercera posició del rànquing WTA.
Al febrer, Xaràpova va jugar amb Rússia en els quarts de final de la Copa Federació 2012 contra Espanya, i va guanyar el seu partit contra Sílvia Soler Espinosa. Després va participar en el Torneig de París i va arribar fins als quarts de final, on va perdre en dos sets contra Angelique Kerber 4-6, 4-6. Amb aquest resultat va assolir la segona posició del rànquing WTA. Al Masters d'Indian Wells, Xaràpova va arribar a la final i va perdre 2-6, 3-6, contra Viktória Azàrenka. Al Masters de Miami Xaràpova també va arribar a la final, i també va perdre, aquest cop davant Agnieszka Radwańska 5-7, 4-6.
Els primers partits en terra batuda de l'any els va disputar al Grand Prix de Stuttgart, on va arribar com a segona cap de sèrie. Allí va arribar a la final i es va enfrontar per tercer cop durant la temporada a Viktória Azàrenka, a qui va superar en dos sets 6-1, 6-4, aconseguint el seu primer títol de la temporada. El següent torneig en què va participar va ser el Masters de Madrid, on va arribar fins als quarts de final i va ser eliminada per Serena Williams 1-6, 3-6. Després d'aquest torneig, va participar en el Masters de Roma. Xaràpova es va enfrontar en la final del campionat a la xinesa Li Na i la va guanyar en tres sets 4-6, 6-4, 7-6(5), revalidant el títol aconseguint l'any anterior. Al segon Grand Slam de l'any, el Torneig de Roland Garros 2012, on Xaràpova era la cap de sèrie número 2, va arribar per primer cop en la seva carrera a la final de Roland Garros, on es va enfrontar Sara Errani i la va guanyar en dos sets 6-3, 6-2, aconseguint així l'únic Grand Slam que se li resistia i recuperant el número 1 del rànquing WTA quatre anys i tres dies després de perdre'l. Amb aquest títol, el tercer de la temporada, Xaràpova va esdevenir la desena jugadora de la història, i la sisena de l'era Open, en aconseguir els quatre Grand Slam. Després d'aquesta victòria, Xaràpova va declarar: «És el moment més únic que he viscut en la meva carrera. Pensava que mai aconseguiria això. Vaig pensar el mateix quan vaig guanyar a Wimbledon amb 17 anys.»
El següent torneig en què va participar Xaràpova, va ser el Torneig de Wimbledon 2012, on era la primera cap de sèrie, i va ser eliminada en quarta ronda per l'alemanya Sabine Lisicki en dos sets, 4-6, 3-6. Amb aquesta derrota Xaràpova va caure a la tercera posició del rànquing WTA.
Després de la seva derrota a Wimbledon, Xaràpova va tenir tres setmanes sense cap torneig per preparar la seva primera participació en uns Jocs Olímpics d'estiu. A més, va ser escollida pel Comitè Olímpic Rus per ser portabandera de la delegació russa en la cerimònia d'inauguració dels Jocs Olímpics. Xaràpova, que era la tercera cap de sèrie, va començar la seva participació en els Jocs enfrontant-se a la tennista israeliana Shahar Pe'er i la va derrotar en dos sets 6-2, 6-0. A la segona ronda es va enfrontar a la britànica Laura Robson a qui va vèncer en dos sets 7-6(5), 6-3. A la tercera ronda Xaràpova va guanyar a l'alemanya Sabine Lisicki en tres sets 6–7(8), 6–4, 6–3. Als quarts de final es va enfrontar a la belga Kim Clijsters i la va derrotar en dos sets 6-2, 7-5. A les semifinals es va enfrontar contra la també russa Maria Kirilenko i la va vèncer en dos sets 6-2, 6-3. A la final va jugar contra l'estatunidenca Serena Williams i va perdre amb un contundent 6-0, 6-1, en 63 minuts de joc. Amb aquest resultat Xaràpova va aconseguir una medalla de plata en la seva primera participació en uns Jocs Olímpics i, a més, va pujar fins a la segona posició del rànquing WTA.
El seu següent torneig havia d'haver estat la Rogers Cup, però es va retirar abans de jugar al·legant que patia problemes estomacals. Uns dies més tard també es va retirar del Masters de Cincinnati per culpa dels mateixos problemes estomacals. al US Open 2012, on Xaràpova era la tercera cap de sèrie, va arribar fins a les semifinals on va perdre en tres sets contra Victoria Azarenka 6-3, 2-6, 4-6.
El següent campionat en què va participar va ser el Toray Pan Pacific Open. Allí va arribar fins als quarts de final on va perdre contra Sam Stosur 4–6, 6–7(10). Després va competir al Torneig de Pequín on era segona cap de sèrie. Després de derrotar a Angelique Kerber als quarts de final i a Li Na a les semifinals, va perdre contra Azarenka 3–6, 1–6; en la quarta final que van disputar durant el 2012.
Amb els resultats aconseguits durant l'any, Xaràpova es va classificar per jugar a la Copa Masters femenina, que es va celebrar a Istanbul. Al seu grup hi havia Agnieszka Radwańska, Petra Kvitová i Samantha Stosur. Xaràpova es va classificar per disputar les semifinals després de vèncer els tres partits de la fase de grups. A les semifinals es va enfrontar a Azàrenka i va vèncer en dos sets 6-4, 6-2. A la final es va enfrontar a Serena Williams i va perdre en dos sets 4-6, 3-6.
El balanç de victòries-derrotes del 2012 va ser de 60-11 i va acabar l'any en segona posició del rànquing WTA. Aquest va ser el tercer any en què Xaràpova va guanyar tres títols, després de fer-ho el 2005 i el 2008.

#### 2013
Havia de començar la temporada 2013 a Brisbane, però es va absentar a causa d'una lesió a la clavícula. Debutà finalment en l'Open d'Austràlia amb dos partits guanyats en un doble 6-0, i arribant fins a les semifinals, on fou derrotada per Li Na. A continuació també va arribar a semifinals de Doha i es va endur el títol a Indian Wells superant a Caroline Wozniacki. A Miami també arribà a la final sense cedir cap set, però en aquesta ocasió, Serena Williams la va superar novament, onzena derrota consecutiva contra l'estatunidenca. A continuació va reeditar el títol de Stuttgart i es va plantar a la final de Madrid sense cedir cap set, però fou derrotada novament per Serena Williams, dotzena derrota consecutiva contra l'estatunidenca. A Roma es va retirar en quarts de final per una malaltia vírica, però es va recuperar per poder realitzar una gran actuació al Roland Garros, arribant a la final però cedint novament davant de Williams. A Wimbledon fou sorpresa en segona ronda per Michelle Larcher de Brito i va aprofitar per descansar duran més d'un mes. Tanmateix, en el primer partit del seu retorn fou vençuda per Sloane Stephens, i poc després va anunciar que donava per finalitzada la temporada a causa d'una lesió a l'espatlla. Acabà l'any en la quarta posició del rànquing amb 37 victòries i 7 derrotes.

#### 2014

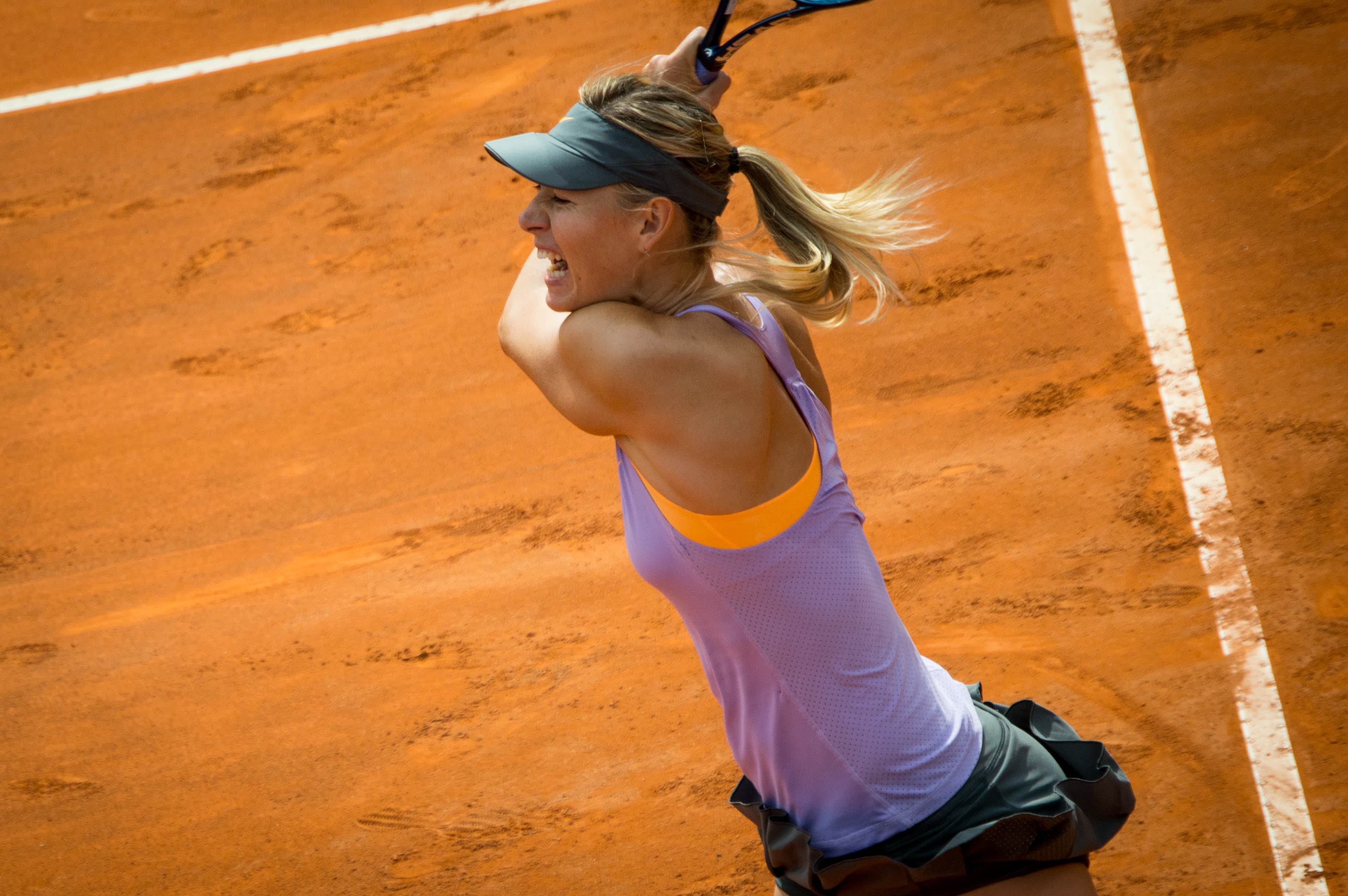
Xaràpova a Roma (2014).

Ja recuperada de la lesió que l'havia apartat del final de la temporada anterior, va retornar al circuit a Brisbane classificant-se per semifinals on fou derrotada per Serena Williams. A l'Open d'Austràlia va caure en quarta ronda en mans de Dominika Cibulkova, i a continuació fou semifinalista a París, superada per Anastasia Pavlyuchenkova, i després va caure en tercera ronda a Indian Wells vençuda per Camila Giorgi. Els bons resultats van arribar sobre terra batuda encadenant dos títols, primer a Stuttgart i llavors a Madrid derrotant a Ana Ivanovic i Simona Halep respectivament. Fou el seu tercer títol a Stuttgart, l'únic en la seva carrera que ha guanyat en tres ocasions. A Roma però només arribà a tercera ronda en perdre davant Ivanovic. Al Roland Garros va realitzar una gran actuació classificant-se per la final per tercer any consecutiu, i derrotant novament a Halep, cinquè títol de Grand Slam de la seva carrera. A continuació ja disputar el torneig de Wimbledon però va caure en quarta ronda enfront d'Angelique Kerber.
Va tornar al circuit a l'estiu a Mont-real però va caure en tercera ronda davant Carla Suarez Navarro. A Cincinnati va avançar fins semifinals però Ana Ivanovic la va vèncer malgrat disposar de dos punts de partit. A l'Open dels Estats Units es va classificar per quarta ronda fins a caure enfront Caroline Wozniacki. Els darrers torneigs que va disputar a final d'any foren a la Xina, primer sent derrotada a Wuhan per Timea Bacsinszky per tercera ronda, i llavors es va imposar a Pequín superant a Petra Kvitova en la final. El quart títol de l'any li va permetre escalar fins a la segona posició del rànquing individual i amb possibilitats de recuperar el número 1. Malauradament no va complir les expectatives que havia dipositat en les WTA Finals, ja que va perdre enfront Wozniacki i Kvitova, i només va vèncer a Agnieszka Radwanska sense poder classificar-se per les semifinals. Va acabar la temporada en el segon lloc del rànquing individual i amb quatre títols, dels quals un Grand Slam i dos Premier Mandatory, amb 48 victòries i 13 derrotes.

## Participació en la Copa Federació

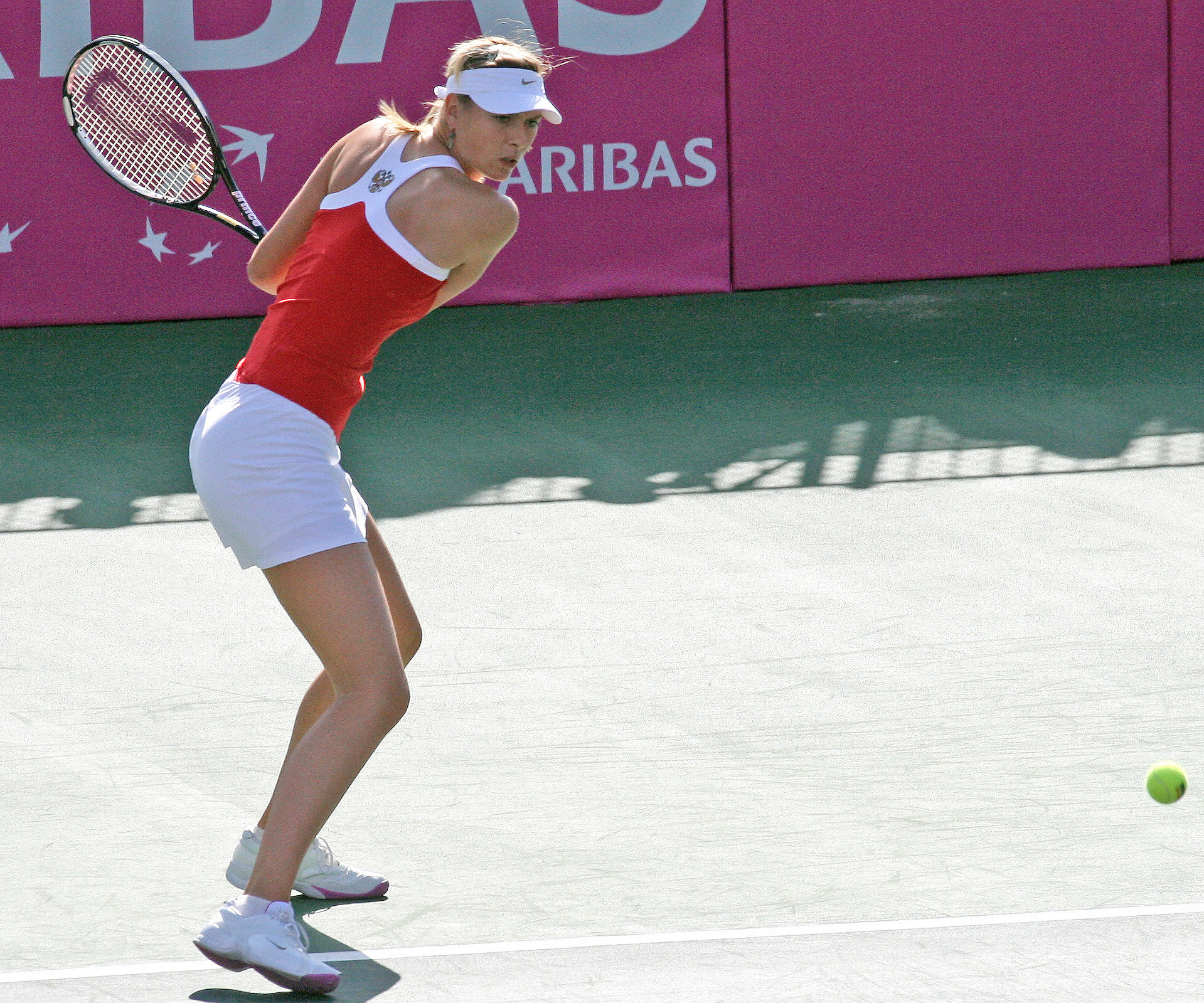
Xaràpova a la Copa Federació, 2008.

Xaràpova ha viscut als Estats Units des que hi va emigrar amb set anys, però encara té la nacionalitat russa i, per tant, pot ser escollida per participar en la Copa Federació amb Rússia. Però el comportament del seu pare en els partits del circuit WTA, combinat amb la percepció d'una manca de compromís de Xaràpova amb la Copa Federació, va causar certa controvèrsia quan la van escollir per representar a l'equip rus.
Després que Xaràpova vencés a la seva compatriota Anastassia Mískina al WTA Tour Championships de 2004, Mískina va criticar al pare de Xaràpova dient: «No parava de cridar (el pare) i donar-li instruccions i he arribat a pensar que potser saltaria a la pista en algun moment del partit.». A les semifinals de la Copa Federació disputada dues setmanes més tard, Mískina va declarar que deixaria de jugar amb Rússia i Xaràpova fos escollida per jugar la Copa Federació la temporada següent: «Si s'incorpora al nostre equip la temporada vinent segur que no m'hi veureu. El seu comportament (del pare) és totalment incorrecte, és simplement groller. No vull jugar amb gent com ell al voltant.». Larisa Neiland, assistenta del capità Xamil Tarpixcev, va dir: «El comportament del seu pare (al WTA Tour Championships) va ser simplement indignant. No acabo de veure com podria treballar amb nosaltres.» Tot i això, Tarpischev va declarar: «Crec que les coses es calmaran aviat i tindrem a Mískina, Xaràpova, Kuznetsova i a la resta jugant per Rússia.»
El 2005, Xaràpova va afirmar que estava disposada a debutar a la Copa Federació i va ser seleccionada per jugar contra Bèlgica a l'abril de 2006, però es va retirar. Xaràpova també es va retirar abans de jugar contra Espanya a l'abril de 2007 i un altre cop al juliol de 2007 contra els Estats Units a causa de lesions. Aquesta última retirada va fer que el capità de Rússia digués que Xaràpova «no seria seleccionable» per la final de la Copa Federació al setembre. No obstant això, Xaràpova va assistir a la final, animant des de la graderia i participant d'ajudant en els entrenaments, i això va fer que algunes de les seves companyes russes diguessin que només hi havia assistit per ser seleccionable pels Jocs Olímpics de Beijing 2008 (la normativa diu que els jugadors han de “mostrar compromís” a la Copa Federació per poder-hi participar). Svetlana Kuznetsova va declarar: «Ella (Xaràpova) va dir que volia ser la nostra companya d'entrenament, ¿però si no pots jugar com pots entrenar?»
Xaràpova finalment va debutar a la Copa Federació el febrer de 2008, en els quarts de final contra Israel. Va guanyar els dos partits d'individuals que va jugar, ajudant Rússia a guanyar l'eliminatòria per 4-1. Tarpischev li va donar permís per no ser present a les semifinals, i va anunciar que seria amb l'equip rus a la final. Malauradament, la final va coincidir amb la seva lesió d'espatlla i, per tant, no va poder jugar.
A la primera ronda de 2011, Xaràpova va tornar a ser convocada per jugar amb Rússia i va perdre contra la francesa Virginie Razzano. També havia de jugar un partit contra Alize Cornet, però va patir una malaltia vírica i finalment va ser Anastassia Pavliutxénkova que va jugar substituint a Xaràpova. Finalment va guanyar en tres sets 3-6, 6-3, 6-2, i va aconseguir la victòria de Rússia contra França per 3-2.
El 2012, Xaràpova va participar en la primera ronda que enfrontava Rússia contra Espanya. Va jugar el primer partit de la ronda i va guanyar contra Sílvia Soler Espinosa 6-2, 6-1. Rússia va guanyar l'eliminatòria per 3-2. A les semifinals Xaràpova no va ser convocada i les russes van perdre 2-3 contra el combinat serbi. Es va absentar els següents dos anys i va tornar al 2015, ja que per poder participar en els Jocs Olímpics de Rio de Janeiro 2016 era requisit imprescindible participar en algunes rondes d'aquesta competició. Va participar en la victòria de quarts de final contra Polònia (4-0 en total) amb dues victòries individuals molt clares davant les germanes Agnieszka i Urszula Radwańska. Va renunciar a participar en la següent ronda a causa d'una lesió.

## Estil de joc
Xaràpova és una jugadora de fons agressiva, amb força, profunditat i que té un drive i revés. En lloc d'utilitzar la volea tradicional o la típica esmaixada per damunt del cap, sovint prefereix colpejar la pilota amb un balanceig poderós de volea quan puja a la xarxa, o fent un globus. És una jugadora ràpida, sobretot si tenim en compte la seva alçada. A començaments del 2008, alguns observadors van notar que Xaràpova havia desenvolupat el seu joc, millorant el seu moviment i joc de peus a la pista, així com augmentant l'ús de deixades i de cops tallats. Tot i el seu joc poderós, la millor qualitat de Xaràpova és la seva força mental i el seu esperit competitiu, que van fer que Nick Bollettieri la descrigués com “dura com les ungles”. Al Roland Garros de 2010, la Hall-of-famer Martina Navrátilová va dir de Xaràpova: «contra ella, no s'ha acabat (el partit) fins que no li tremolen les mans.» Xaràpova també és coneguda en el món del tenis pels crits que fa a la pista cada cop que colpeja la pilota, que van arribar a establir un record de 101 decibels en un partit a Wimbledon l'any 2005. Durant la segona ronda del Torneig de Birmingham de 2003, li van demanar que baixés el tò dels seus crits després que la seva rival es queixés a l'àrbitre de cadira, i més tard Xaràpova va respondre dient que els seus crits eren un instint natural. Monica Seles va dir que el fet de cridar és un gest involuntari i que és part del tennis. Quan la premsa li va preguntar pels seus crits, Xaràpova els va demanar que “simplement miressin el partit” i deixessin d'estar pendents dels crits. Amb el canvi d'entrenador, ha estat treballant el seu joc defensiu i això s'ha vist reflectit en els seus resultats

### Servei

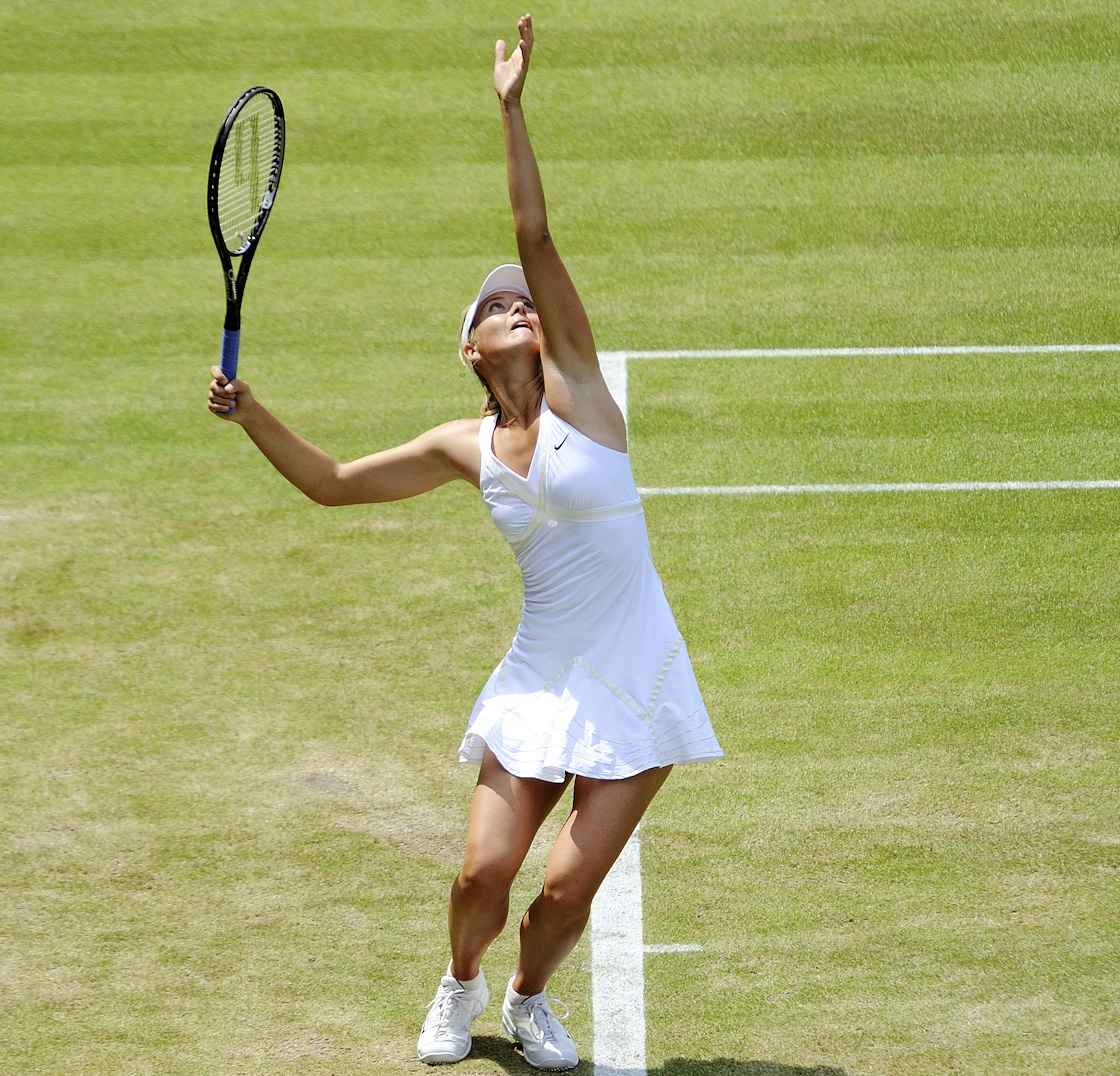
Xaràpova a Wimbledon, 2009.

Des del començament de la seva carrera, el servei de Xaràpova ha estat descrit com un servei poderós, i es creu que té un dels millors serveis del circuit. Això no obstant, a l'inici del 2007 a causa dels seus problemes amb l'espatlla dreta, l'efectivitat del seu servei s'ha vist reduïda. De fet, aquesta lesió no només va provocar que errés més en el primer servei, sinó que també va fer augmentar el nombre de dobles faltes. La bicampiona de l'Open dels Estats Units, Tracy Austin, creu que Xaràpova sovint perd la confiança en el seu joc quan té problemes amb el seu servei i això li fa produir més errors no forçats, mentre que l'expert en tennis Joel Drucker remarca que el seu servei és el catalitzador del seu joc, i que quan el perd baixa el seu rendiment.
En el seu retorn de la lesió el 2009, va canviar la seva manera de fer el servei, fent-ne un de menys potent, produint un nombre alt de dobles faltes però també d'aces. Després de la seva derrota a l'Open dels Estats Units del 2009, Xaràpova va recuperar el seu servei anterior. Des d'aquell moment, ha estat capaç de servir amb velocitats més altes que les que podia fer abans, i fins i tot en el Torneig de Birmingham de 2010 va batre el seu propi record fent un servei de 194 kmh.
Amb el canvi d'entrenador del 2011, ha millorat el seu servei, reduint el nombre de dobles faltes comeses i augmentant l'efectivitat del seu primer servei fins a un 70-80%. Per millorar el servei va treballar molt el lloc des d'on servia. La millora en el seu servei s'ha fet evident en els partits que ha disputat a partir del Masters d'Indian Wells.

### Superfícies
Com que basa el seu joc en la força, les superfícies preferides de Xaràpova són les ràpides, és a dir, les pistes dures i pistes d'herba, fet que es fa evident si veiem que 24 títols dels 27 que ha aconseguit ho ha fet en aquestes superfícies. I això encara es va fer més notable quan va guanyar el Torneig de Wimbledon 2004, el US Open 2006 i l'Open d'Austràlia 2008.
D'altra banda, Xaràpova no es troba tan còmode quan ha de jugar a les pistes lentes de terra batuda. Ella mateixa ha admès que no se sent tan còmode en terra batuda en comparació a altres superfícies i fins i tot va dir una vegada que se sentia "com una vaca sobre gel" després d'un partit en terra batuda, a causa de la seva incapacitat de patinar. Això no obstant, ha millorat el seu joc en aquesta superfície en els últims anys, com es fa evident amb el seu primer títol WTA aconseguit en terra batuda el 2008, el torneig de Ponte Vedra Beach, cinc anys després de començar a jugar al circuit WTA. L'evolució del joc fou encara més evident quan va aconseguir el seu primer títol a Roland Garros sobre terra batuda, completant així el Grand Slam. Paradoxalment, aquesta superfície va esdevenir la seva millor per sobre les ràpides, aconseguint un altre títol a Roland Garros (2014), l'únic títol de Grand Slam que ha guanyat en dues ocasions, i esdevenint la tennista activa amb millor percentatge de victòries sobre terra batuda (84,25%).

## Vida fora del tennis

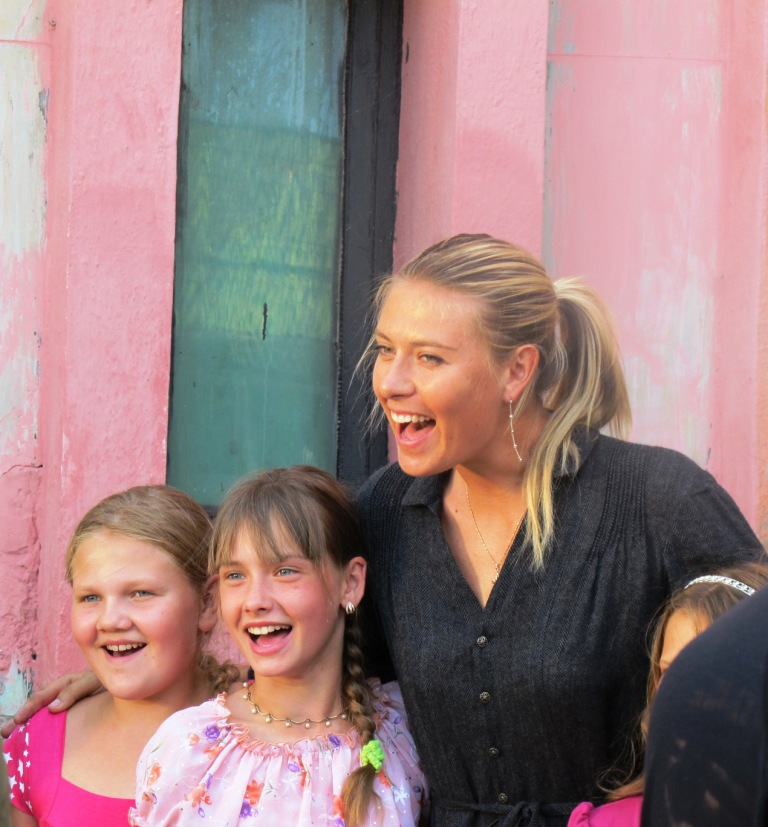
Xaràpova amb nens a Hómiel, una ciutat afectada per l'accident de Txornòbil.

Xaràpova ha viscut als Estats Units des que hi va emigrar amb només set anys. Té una casa a Manhattan Beach, Califòrnia.
Xaràpova diu que entre els seus interessos fora de la pista hi ha la moda, les pel·lícules, la música i els llibres de Sherlock Holmes i Pippi Långstrump, i també ha fet referència en el passat de les classes de hip-hop que estava rebent. Té un gos de la raça Pomerania que es diu Dolce. També és col·leccionista de segells i té una gran col·lecció que va començar quan era una nena.
Va mantenir una curta relació sentimental amb el productor de televisió estatunidenc Charlie Ebersol el 2008. En el 2011 estigué promesa amb el jugador de bàsquet eslovè Sasha Vujačić quan feia més de dos anys que estaven junts, però van confirmar la seva separació en el 2012. El 2012 va anunciar la seva relació amb el tennista búlgar Grigor Dimitrov, però ambdós van confirmar el final d'aquesta durant el 2015.
En l'Open dels Estats Units de 2004, Xaràpova juntament amb altres tennistes russes, va lluir una polsera negra en record de la tragèdia coneguda com la Presa d'ostatges de Beslan, que havia succeït pocs dies abans. A més, ella amb Haynes, Kirilenko, Vaidišová, Stubbs, Capriati i el President Bush, van participar en un partit d'exhibició a Tampa el desembre de 2004, recaptant diners per Florida. El 14 de febrer de 2007, va ser nomenada ambaixadora pel Programa de les Nacions Unides per al Desenvolupament i va donar 210.000 US$ en projectes de les Nacions Unides a Txornòbil, i va visitar la zona el juny de 2010.
El juliol de 2008, va enviar un missatge en DVD al memorial d'Emily Bailes, una nena que patia càncer i que va realitzar el llançament de moneda a Wimbledon l'any 2004 que Xaràpova va acabar guanyant.
El 2011, Xaràpova va aparèixer a la llista de Forbes de les 100 celebritats, i això la situa entre una de les 100 celebritats més influents de l'any.
Sovint Xaràpova ha parlat de retirar-se precoçment del tennis. Després que Justine Henin es retirés amb només 25 anys, va declarar: «Si jo tingués 25 anys i hagués guanyat tants Grand Slams, també em retiraria.» En una entrevista després de l'Open d'Austràlia 2008. També va comentar que no es veia jugant durant deu anys més i va dir que desitjava que passats deu anys tingués un bon marit i alguns fills. Però en una entrevista realitzada el 2011, Xaràpova parlant sobre quan creu que serà la seva retirada del tennis va dir: «Espero que no sigui aviat perquè m'estimo aquest esport i encara tinc ganes de seguir jugant i formant part d'aquest món.»

### Figura mediàtica
L'èxit de Xaràpova al tennis i la seva bellesa l'han convertit en una figura mediàtica que li ha permès signar contractes publicitaris amb els quals obté més diners que amb les seves victòries en campionats. A l'abril de 2005, la revista People la va nomenar com una de les 50 celebritats més belles del món. El 2006, Xaràpova va ser nomenada com l'esportista més sexy del món per quart any consecutiu per la revista Maxim. També el 2006, va posar en una sessió fotogràfica en biquini de sis pàgines per la revista Sports Illustrated, juntament amb 25 models més. En una enquesta duta a terme per la revista FHM va ser escollida com la setena soltera més desitjada, basant-se en la riquesa i la bellesa.
El juny de 2007, la revista Forbes la va nomenar l'esportista femenina més ben pagada del món, amb uns guanys de 23 milions de dòlars, la major part dels quals provenien de contractes publicitaris. En una entrevista realitzada posteriorment, va dir: «Una de les millors coses de ser una esportista i de guanyar diners és adonar-se que pots ajudar, ajudar al món, i especialment als nens, amb qui m'agrada molt treballar.»
Xaràpova també ha aparegut en molts videojocs relacionats amb el tennis, juntament amb altres tennistes com Daniela Hantuchová, Lindsay Davenport, Venus Williams i Anna Kúrnikova. Entre aquests videojocs destaquen la sèrie Top Spin, la sèrie Virtua Tennis i el Grand Slam Tennis.
Xaràpova també és present a la xarxa social Facebook, on té més de 5 milions d'amics. En referència a aquest fet, Xaràpova va declarar que en un principi, quan va veure que tanta gent es feia amiga del seu compte de Facebook, no entenia per què la gent ho feia i que a vegades es preguntava si realment eren tots persones diferents. Respecte als seus fans, també va declarar que no es trobava còmode amb els fans que apareixen en llocs inesperats. En una entrevista del 2011 va dir: «Sé que són els teus fans, però després penso que si fossin els teus fans no serien al teu hotel. Però els fans que venen a veure el teu entrenament, s'asseuen sota el sol i esperen dues hores per fer-se una foto són increïbles.»
Xaràpova va crear una línia de llaminadures anomenada Sugarpova (unint el seu cognom a "sugar", sucre en català) amb el fabricant Jeff Rubin, fundador de la marca IT'SUGAR. La línia està formada per 12 sabors diferents i una part dels ingressos van destinats a la Maria Sharapova Foundation. L'any 2013 va considerar seriosament canviar el seu cognom per "Sugarpova" per qüestions de màrqueting, però finalment va desestimar aquesta opció.

### Riquesa
Els guanys obtinguts al circuit WTA sumats als obtinguts en contractes publicitaris, han fet que des dels inicis de la seva carrera fos una de les esportistes més ben pagades. Ja el 2006, amb només 19 anys, la revista Forbes la va considerar com una de les celebritats de menys de 25 anys més ben pagades, amb uns ingressos de 19 milions de dòlars.
El juliol de 2008, a causa del seu èxit tant a dins com a fora de la pista, va encapçalar el rànquing de l'esportista femenina més ben pagada del món, amb uns guanys de 26 milions de dòlars.
El gener de 2010, va signar un contracte de vuit anys amb la multinacional Nike, amb un valor de 70 milions de dòlars. Aquest és el contracte més ben remunerat d'una esportista superant el rècord anterior, que el tenia Venus Williams amb la marca Reebok i tenia un valor de 43 milions de dòlars. L'agost de 2010, va tornar a ser nomenada l'esportista femenina més ben pagada del món segons la revista Forbes, amb uns guanys de 24,5 milions de dòlars. Tot i que el 2010 va ser l'any en què va aconseguir menys beneficis del tennis, continuava essent l'esportista femenina amb més guanys provinents de la publicitat, dels quals en va obtenir 22 milions de dòlars.
Al maig de 2011, va tornar a ser escollida per segon any consecutiu com l'esportista femenina més ben pagada del món, amb uns guanys de 24,2 milions de dòlars. En la llista dels cinquanta esportistes més ben pagats, era l'única representant de l'esport femení, ocupant la 29a posició. La major part dels diners, els va aconseguir amb contractes publicitaris, amb els quals va obtenir deu vegades més diners que amb els premis guanyats jugant a tennis.

## Palmarès: 36 (33−3)

### Individual: 55 (33−22)
| Abans de 2009                | Després de 2009         |
| ---------------------------- | ----------------------- |
| Grand Slam (5−5)             |                         |
| Jocs Olímpics Argent (1)     |                         |
| WTA Tour Championships (1−2) |                         |
| Tier I (6−3)                 | Premier Mandatory (3−6) |
| Tier II (3−1)                | Premier 5 (5−2)         |
| Tier III (4−1)               | Premier (4−1)           |
| Tier IV i V (2−0)            | International (3−1)     |

| Títols per superfície |
| --------------------- |
| Dura (20−17)          |
| Gespa (3−4)           |
| Terra batuda (11−2)   |
| Moqueta (2−0)         |

| Resultat   | Núm. | Data                   | Torneig                                      | Superfície       | Oponent en la final  | Marcador         |
| ---------- | ---- | ---------------------- | -------------------------------------------- | ---------------- | -------------------- | ---------------- |
| Guanyadora | 1.   | 29 de setembre de 2003 | Tòquio, Japó                                 | Dura             | Anikó Kapros         | 2−6, 6−2, 7−6(5) |
| Guanyadora | 2.   | 27 d'octubre de 2003   | Quebec, Canadà                               | Moqueta (i)      | Milagros Sequera     | 6−2, retirada    |
| Guanyadora | 3.   | 7 de juny de 2004      | Birmingham, Regne Unit                       | Herba            | Tatiana Golovin      | 4−6, 6−2, 6−1    |
| Guanyadora | 4.   | 7 de juliol de 2004    | Wimbledon, Regne Unit                        | Herba            | Serena Williams      | 6−1, 6−4         |
| Guanyadora | 5.   | 27 de setembre de 2004 | Seül, Corea del Sud                          | Dura             | Marta Domachowska    | 6−1, 6−1         |
| Guanyadora | 6.   | 4 d'octubre de 2004    | Tòquio (2)                                   | Dura             | Mashona Washington   | 6−0, 6−1         |
| Finalista  | 1.   | 24 d'octubre de 2004   | Zuric, Suïssa                                | Dura (i)         | Alicia Molik         | 6−4, 2−6, 3−6    |
| Guanyadora | 7.   | 8 de novembre de 2004  | WTA Championships, Los Angeles, Estats Units | Dura (i)         | Serena Williams      | 4−6, 6−2, 6−4    |
| Guanyadora | 8.   | 6 de febrer de 2005    | Tòquio, Japó                                 | Moqueta (i)      | Lindsay Davenport    | 6−1, 3−6, 7−6(5) |
| Guanyadora | 9.   | 21 de febrer de 2005   | Doha, Qatar                                  | Dura             | Alicia Molik         | 4−6, 6−1, 6−4    |
| Finalista  | 2.   | 3 de març de 2005      | Miami, Estats Units                          | Dura             | Kim Clijsters        | 3−6, 5−7         |
| Guanyadora | 10.  | 6 de juny de 2005      | Birmingham (2)                               | Herba            | Jelena Janković      | 6−2, 4−6, 6−1    |
| Finalista  | 3.   | 26 de febrer de 2006   | Dubai, Emirats Àrabs Units                   | Dura             | Justine Henin        | 5−7, 2−6         |
| Guanyadora | 11.  | 18 de març de 2006     | Indian Wells, Estats Units                   | Dura             | Ielena Dementieva    | 6−1, 6−2         |
| Finalista  | 4.   | 4 d'abril de 2006      | Miami (2)                                    | Dura             | Svetlana Kuznetsova  | 4−6, 3−6         |
| Guanyadora | 12.  | 6 d'agost de 2006      | San Diego, Estats Units                      | Dura             | Kim Clijsters        | 7−5, 7−5         |
| Guanyadora | 13.  | 9 de setembre de 2006  | US Open, Estats Units                        | Dura             | Justine Henin        | 6−4, 6−4         |
| Guanyadora | 14.  | 22 d'octubre de 2006   | Zuric                                        | Dura (i)         | Daniela Hantuchová   | 6−1, 4−6, 6−3    |
| Guanyadora | 15.  | 29 d'octubre de 2006   | Linz, Àustria                                | Dura (i)         | Nàdia Petrova        | 7−5, 6−2         |
| Finalista  | 5.   | 29 de gener de 2007    | Open d'Austràlia, Austràlia                  | Dura             | Serena Williams      | 1−6, 2−6         |
| Finalista  | 6.   | 6 de juny de 2007      | Birmingham                                   | Herba            | Jelena Janković      | 6−4, 3−6, 5−7    |
| Guanyadora | 16.  | 5 d'agost de 2007      | San Diego (2)                                | Dura             | Patty Schnyder       | 6−2, 3−6, 6−0    |
| Finalista  | 7.   | 11 de novembre de 2007 | WTA Championships, Madrid, Espanya           | Dura (i)         | Justine Henin        | 7−5, 5−7, 3−6    |
| Guanyadora | 17.  | 26 de gener de 2008    | Open d'Austràlia                             | Dura             | Ana Ivanović         | 7−5, 6−3         |
| Guanyadora | 18.  | 24 de febrer de 2008   | Doha (2)                                     | Dura             | Vera Zvonariova      | 6–1, 2–6, 6–0    |
| Guanyadora | 19.  | 13 d'abril de 2008     | Ponte Vedra Beach, Estats Units              | Terra batuda     | Dominika Cibulková   | 7–6(7), 6–3      |
| Finalista  | 8.   | 23 d'agost de 2009     | Toronto, Canadà                              | Dura             | Ielena Dementieva    | 4−6, 3−6         |
| Guanyadora | 20.  | 3 d'octubre de 2009    | Tòquio (2)                                   | Dura             | Jelena Janković      | 5−2, retirada    |
| Guanyadora | 21.  | 20 de febrer de 2010   | Memphis, Estats Units                        | Dura (i)         | Sofia Arvidsson      | 6−2, 6−1         |
| Guanyadora | 22.  | 22 de maig de 2010     | Estrasburg, França                           | Terra batuda     | Kristina Barrois     | 7−5, 6−1         |
| Finalista  | 9.   | 13 de juny de 2010     | Birmingham (2)                               | Herba            | Li Na                | 5−7, 1−6         |
| Finalista  | 10.  | 1 d'agost de 2010      | Stanford, Estats Units                       | Dura             | Viktória Azàrenka    | 4−6, 1−6         |
| Finalista  | 11.  | 15 d'agost de 2010     | Cincinnati, Estats Units                     | Dura             | Kim Clijsters        | 6−2, 6−7(4), 2−6 |
| Finalista  | 12.  | 2 d'abril de 2011      | Miami (3)                                    | Dura             | Viktória Azàrenka    | 1−6, 4−6         |
| Guanyadora | 23.  | 15 de maig de 2011     | Roma, Itàlia                                 | Terra batuda     | Samantha Stosur      | 6−2, 6−4         |
| Finalista  | 13.  | 2 de juliol de 2011    | Wimbledon                                    | Herba            | Petra Kvitová        | 3−6, 4−6         |
| Guanyadora | 24.  | 21 d'agost de 2011     | Cincinnati                                   | Dura             | Jelena Janković      | 4−6, 7−6(3), 6−3 |
| Finalista  | 14.  | 28 de gener de 2012    | Open d'Austràlia (2)                         | Dura             | Viktória Azàrenka    | 3−6, 0−6         |
| Finalista  | 15.  | 18 de març de 2012     | Indian Wells                                 | Dura             | Viktória Azàrenka    | 2−6, 3−6         |
| Finalista  | 16.  | 31 de març de 2012     | Miami (4)                                    | Dura             | Agnieszka Radwańska  | 5−7, 4−6         |
| Guanyadora | 25.  | 29 d'abril de 2012     | Stuttgart                                    | Terra batuda (i) | Viktória Azàrenka    | 6−1, 6−4         |
| Guanyadora | 26.  | 20 de maig de 2012     | Roma (2)                                     | Terra batuda     | Li Na                | 4−6, 6−4, 7−6(5) |
| Guanyadora | 27.  | 9 de juny de 2012      | Roland Garros, França                        | Terra batuda     | Sara Errani          | 6−3, 6−2         |
| Finalista  | 17.  | 4 d'agost de 2012      | Jocs Olímpics, Londres, Regne Unit           | Herba            | Serena Williams      | 0−6, 1−6         |
| Finalista  | 18.  | 7 d'octubre de 2012    | Pequín, Xina                                 | Dura             | Viktória Azàrenka    | 3−6, 1−6         |
| Finalista  | 19.  | 28 d'octubre de 2012   | WTA Championships, Istanbul, Turquia (2)     | Dura (i)         | Serena Williams      | 4−6, 3−6         |
| Guanyadora | 28.  | 17 de març de 2013     | Indian Wells (2)                             | Dura             | Caroline Wozniacki   | 6−2, 6−2         |
| Finalista  | 20.  | 30 de març de 2013     | Miami (5)                                    | Dura             | Serena Williams      | 6−4, 3−6, 0−6    |
| Guanyadora | 29.  | 28 d'abril de 2013     | Stuttgart (2)                                | Terra batuda (i) | Li Na                | 6−4, 6−3         |
| Finalista  | 21.  | 12 de maig de 2013     | Madrid, Espanya                              | Terra batuda     | Serena Williams      | 1−6, 4−6         |
| Finalista  | 22.  | 8 de juny de 2013      | Roland Garros                                | Terra batuda     | Serena Williams      | 4−6, 4−6         |
| Guanyadora | 30.  | 27 d'abril de 2014     | Stuttgart (3)                                | Terra batuda (i) | Ana Ivanović         | 3−6, 6−4, 6−1    |
| Guanyadora | 31.  | 11 de maig de 2014     | Madrid                                       | Terra batuda     | Simona Halep         | 1−6, 6−2, 6−3    |
| Guanyadora | 32.  | 7 de juny de 2014      | Roland Garros (2)                            | Terra batuda     | Simona Halep         | 6−4, 6−7(5), 6−4 |
| Guanyadora | 33.  | 5 d'octubre de 2014    | Pequín                                       | Dura             | Petra Kvitová        | 6−4, 2−6, 6−3    |
| Guanyadora | 34.  | 10 de gener de 2015    | Brisbane, Austràlia                          | Dura             | Ana Ivanović         | 6−7(4), 6−3, 6−3 |
| Finalista  | 23.  | 31 de gener de 2015    | Open d'Austràlia (3)                         | Dura             | Serena Williams      | 3−6, 6−7(5)      |
| Guanyadora | 35.  | 17 de maig de 2015     | Roma (3)                                     | Terra batuda     | Carla Suárez Navarro | 4−6, 7−5, 6−1    |
| Guanyadora | 36.  | 15 d'octubre de 2017   | Tientsin, Xina                               | Dura             | Arina Sabalenka      | 7−5, 7−6(8)      |

#### Períodes com a número 1
| Núm. | Precedida per     | Dates                   | Succeïda per      | Setmanes | Acumulat |
| ---- | ----------------- | ----------------------- | ----------------- | -------- | -------- |
| 1.   | Lindsay Davenport | 22/08/2005 − 28/08/2005 | Lindsay Davenport | 1        | 1        |
| 2.   | Lindsay Davenport | 12/09/2005 − 23/10/2005 | Lindsay Davenport | 6        | 7        |
| 3.   | Justine Henin     | 29/01/2007 − 18/03/2007 | Justine Henin     | 7        | 14       |
| 4.   | Justine Henin     | 19/05/2008 − 08/06/2008 | Ana Ivanović      | 3        | 17       |
| 5.   | Viktória Azàrenka | 11/06/2012 − 08/07/2012 | Viktória Azàrenka | 4        | 21       |

### Dobles: 4 (3−1)
| Llegenda                     |
| ---------------------------- |
| Grand Slam (0−0)             |
| WTA Tour Championships (0−0) |
| Tier I (0−0)                 |
| Tier II (0−0)                |
| Tier III (3−1)               |
| Tier IV (0−0)                |
| Tier V (0−0)                 |

| Títols per superfície |
| --------------------- |
| Dura (2−1)            |
| Gespa (1−0)           |
| Terra batuda (0−0)    |

| Resultat   | Núm. | Data                   | Torneig                        | Superfície | Parella             | Oponents en la final                 | Marcador    |
| ---------- | ---- | ---------------------- | ------------------------------ | ---------- | ------------------- | ------------------------------------ | ----------- |
| Guanyadora | 1.   | 29 de setembre de 2003 | Tòquio, Japó                   | Dura       | Tamarine Tanasugarn | Ansley Cargill Ashley Harkleroad     | 7−6(1), 6−0 |
| Guanyadora | 2.   | 20 d'octubre de 2003   | Ciutat de Luxemburg, Luxemburg | Dura       | Tamarine Tanasugarn | Ielena Tatarkova Marlene Weingärtner | 6−1, 6−4    |
| Finalista  | 1.   | 16 de febrer de 2004   | Memphis, Estats Units          | Dura (i)   | Vera Zvonariova     | Åsa Svensson Meilen Tu               | 4−6, 6−7(0) |
| Guanyadora | 3.   | 7 de juny de 2004      | Birmingham, Regne Unit         | Herba      | Maria Kirilenko     | Lisa McShea Milagros Sequera         | 6−2, 6−1    |

## Estadístiques

### Individual
| Grand Slams |             |             |             |       |             |             |             |      |             |                      |                      |                      |                      |                      |                      |                      |                      |                      |                      |                      |        |         |
| Open d'Austràlia | A           | A           | 1R          | 3R    | SF          | SF          | F           | G    | A           | 1R                   | 4R                   | F                    | SF                   | 4R                   | F                    | QF                   | A                    | 3R                   | 4R                   | 1R                   | 1 / 16 | 57–15   |
| Roland Garros | A           | A           | 1R          | QF    | QF          | 4R          | SF          | 4R   | QF          | 3R                   | SF                   | G                    | F                    | G                    | 4R                   | A                    | A                    | QF                   | A                    |                      | 2 / 14 | 56–12   |
| Wimbledon | A           | A           | 4R          | G     | SF          | SF          | 4R          | 2R   | 2R          | 4R                   | F                    | 4R                   | 2R                   | 4R                   | SF                   | A                    | A                    | 1R                   | 1R                   |                      | 1 / 15 | 46–14   |
| US Open | A           | A           | 2R          | 3R    | SF          | G           | 3R          | A    | 3R          | 4R                   | 3R                   | SF                   | A                    | 4R                   | A                    | A                    | 4R                   | 4R                   | 1R                   |                      | 1 / 13 | 38–12   |
| Altres |             |             |             |       |             |             |             |      |             |                      |                      |                      |                      |                      |                      |                      |                      |                      |                      |                      |        |         |
| WTA Finals | A           | A           | A           | G     | SF          | SF          | F           | A    | A           | A                    | RR                   | F                    | A                    | RR                   | SF                   | A                    | A                    | A                    | A                    |                      | 1 / 8  | 21–11   |
| Jocs Olímpics | No celebrat | No celebrat | No celebrat | A     | No celebrat | No celebrat | No celebrat | A    | No celebrat | No celebrat          | No celebrat          | F                    | No celebrat          | No celebrat          | No celebrat          | A                    | No celebrat          | No celebrat          | No celebrat          |                      | 0 / 1  | 5–1     |
| Estadístiques |             |             |             |       |             |             |             |      |             |                      |                      |                      |                      |                      |                      |                      |                      |                      |                      |                      |        |         |
| Finals | 0           | 0           | 2           | 6     | 4           | 7           | 4           | 3    | 2           | 5                    | 4                    | 9                    | 5                    | 4                    | 3                    | 0                    | 1                    | 0                    | 0                    |                      | 59     | 59      |
| Títols | 0           | 0           | 2           | 5     | 3           | 5           | 1           | 3    | 1           | 2                    | 2                    | 3                    | 2                    | 4                    | 2                    | 0                    | 1                    | 0                    | 0                    |                      | 36     | 36      |
| Dura | 0–0         | 23–5        | 16–9        | 34–11 | 29–7        | 45–5        | 24–5        | 19–1 | 20–5        | 19–7                 | 25–11                | 34–8                 | 19–4                 | 27–11                | 22–5                 | 4–1                  | 11–3                 | 10–6                 | 7–5                  |                      | 20/114 | 387–106 |
| Herba | 0–0         | 0–0         | 9–2         | 12–0  | 10–1        | 8–2         | 7–2         | 1–1  | 5–2         | 7–2                  | 6–1                  | 8–2                  | 1–1                  | 3–1                  | 5–1                  | 0–0                  | 0–0                  | 0–1                  | 0–2                  |                      | 3/21   | 82-21   |
| Terra batuda | 0–1         | 5–0         | 9–2         | 8–3   | 9–3         | 3–1         | 7–2         | 12–2 | 6–2         | 7–2                  | 12–2                 | 18–1                 | 17–2                 | 19–1                 | 12–3                 | 0–0                  | 5–3                  | 10–4                 | 0–0                  |                      | 11/44  | 159–34  |
| Moqueta | 0–0         | 0–0         | 4–0         | 1–1   | 5–1         | 3–1         | 2–2         | 0–0  | 0–0         | Superfície eliminada | Superfície eliminada | Superfície eliminada | Superfície eliminada | Superfície eliminada | Superfície eliminada | Superfície eliminada | Superfície eliminada | Superfície eliminada | Superfície eliminada | Superfície eliminada | 2/7    | 15–5    |
| Total Victòries–Derrotes | 0–1         | 28–5        | 38–13       | 55–15 | 53–12       | 59–9        | 40–11       | 32–4 | 31–9        | 33–11                | 43–14                | 60–11                | 37–7                 | 49–13                | 39–9                 | 4–1                  | 16–6                 | 20–11                | 7–7                  |                      | 36/213 | 645–168 |
| Rànquing a final d'any | −           | 186         | 32          | 4     | 4           | 2           | 5           | 9    | 14          | 18                   | 4                    | 2                    | 4                    | 2                    | 4                    | –                    | 61                   | 29                   | 134                  |                      |        |         |
| Llegenda: G: Guanyadora; F: Finalista; SF: Semifinalista; QF: Quarts de final; Q: Qualificació; A: Absent; RR: Round Robin; |             |             |             |       |             |             |             |      |             |                      |                      |                      |                      |                      |                      |                      |                      |                      |                      |                      |        |         |

Nota: En l'Open d'Austràlia 2003 i en el Torneig de Roland Garros 2003, Xaràpova va guanyar tres partits de classificació a cada campionat per tal d'entrar al quadre principal. Aquests partits no s'han comptabilitzat en la taula anterior.

### Premis econòmics
| Any     | Títols Grand Slam Individual | Títols WTA Individual | Títols Totals Individual | Guanys ($) | Rànquing econòmic                        |
| ------- | ---------------------------- | --------------------- | ------------------------ | ---------- | ---------------------------------------- |
| 2003    | 0                            | 2                     | 2                        | 222.005    | 51 Arxivat 2016-08-09 a Wayback Machine. |
| 2004    | 1                            | 4                     | 5                        | 2.506.263  | 1                                        |
| 2005    | 0                            | 3                     | 3                        | 1.921.283  | 5 Arxivat 2016-08-09 a Wayback Machine.  |
| 2006    | 1                            | 4                     | 5                        | 3.799.501  | 2                                        |
| 2007    | 0                            | 1                     | 1                        | 1.758.550  | 7                                        |
| 2008    | 1                            | 2                     | 3                        | 1.937.879  | 6                                        |
| 2009    | 0                            | 1                     | 1                        | 923.619    | 15 Arxivat 2016-08-09 a Wayback Machine. |
| 2010    | 0                            | 2                     | 2                        | 651.279    | 31 Arxivat 2016-08-09 a Wayback Machine. |
| 2011    | 0                            | 2                     | 2                        | 2.899.148  | 6                                        |
| 2012    | 1                            | 2                     | 3                        | 6.508.296  | 3                                        |
| 2013    | 0                            | 2                     | 2                        | 3.544.222  | 4                                        |
| 2014    | 1                            | 3                     | 4                        | 5.839.357  | 2                                        |
| 2015    | 0                            | 2                     | 2                        | 3.299.284  | 5                                        |
| Carrera | 5                            | 30                    | 35                       | 35.834.486 | 2 Arxivat 2016-08-09 a Wayback Machine.  |

## Premis
- Tennista novell de l'any WTA (2003)[194]
- Tennista de l'any WTA (2004)[194]
- Tennista revelació l'any WTA (2004)[194]
- Millor tennista femenina ESPY (2005, 2007, 2008, 2012)
- Millor atleta femenina internacional ESPY (2007)
- Premi humanitari de l'any WTA (2010)[194]
- Medalla de segona classe de l'Orde de Mèrit per la Pàtria (2012)
- Medalla de primera classe de l'Orde de Mèrit per la Pàtria (2012)